# 2008-as Formula–1 világbajnokság
A 2008. évi, sorrendben az 59. Formula–1-es szezon március 16-án kezdődött és november 2-án fejeződött be. Ezalatt 18 futamot rendeztek meg. Bár eredetileg úgy tervezték, mégsem ez lett az első szezon az új Concorde egyezmény alatt. Az évben a versenyzők 2001 óta ismét kipörgésgátló és rajtautomatika nélkül versenyeztek. Új csapat volt ebben az évben a Force India, mely a 2007-es szezonban szereplő Spyker utódja. Az újonc versenyzők ebben az évben a Toro Rossós Sébastien Bourdais és a korábbi háromszoros világbajnok Nelson Piquet fia, Nelsinho Piquet. Az év közben, a török nagydíjon már csak 10 csapat rajtolt el a versenyen, miután a Super Aguri csapat pénzügyi nehézségek miatt befejezte Formula–1-es pályafutását. A szezon végén az egyéni világbajnoki címet a McLarennél versenyző Lewis Hamilton szerezte meg, a konstruktőri világbajnok a Ferrari lett.

## Változások 2008-ban

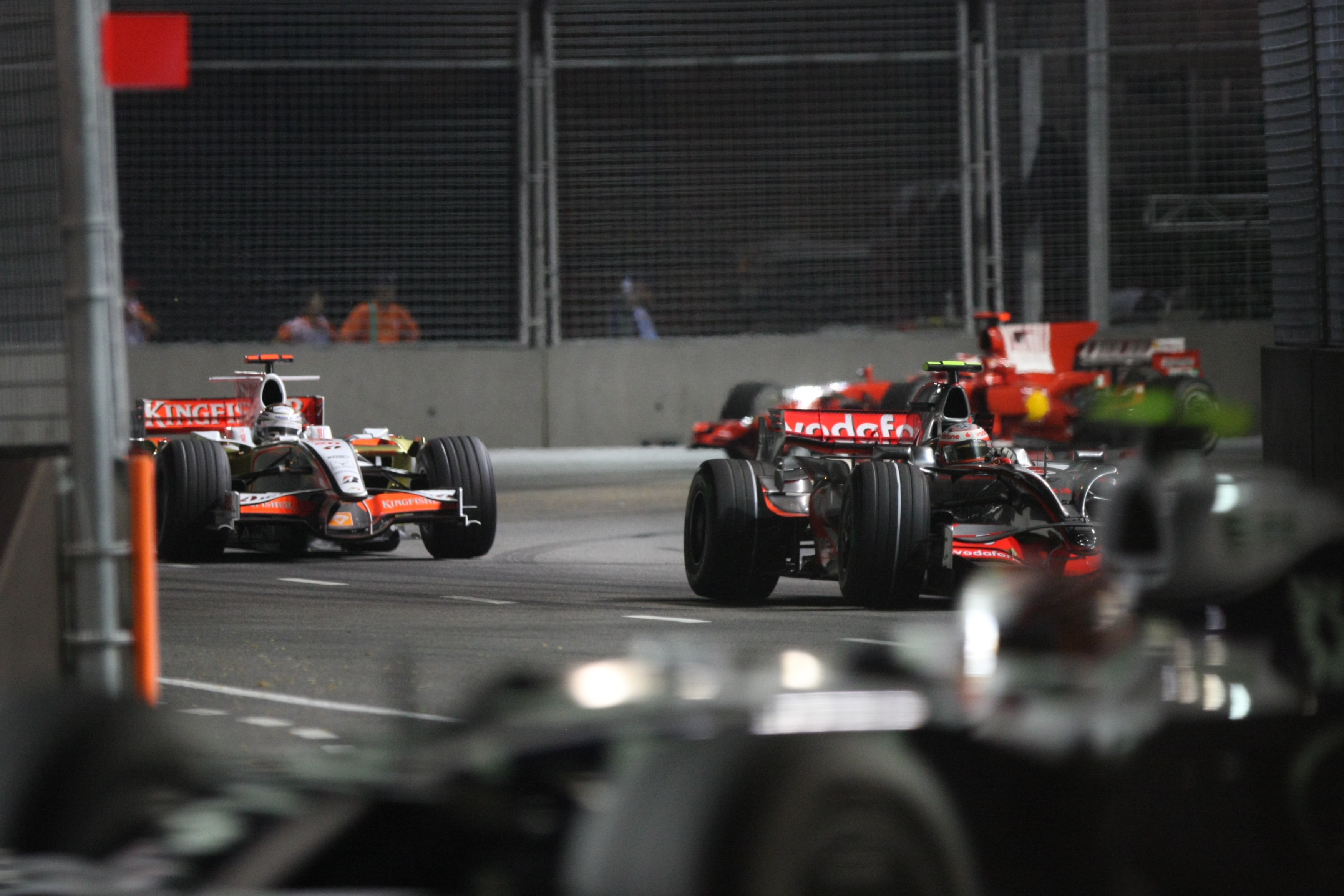
A szingapúri nagydíj

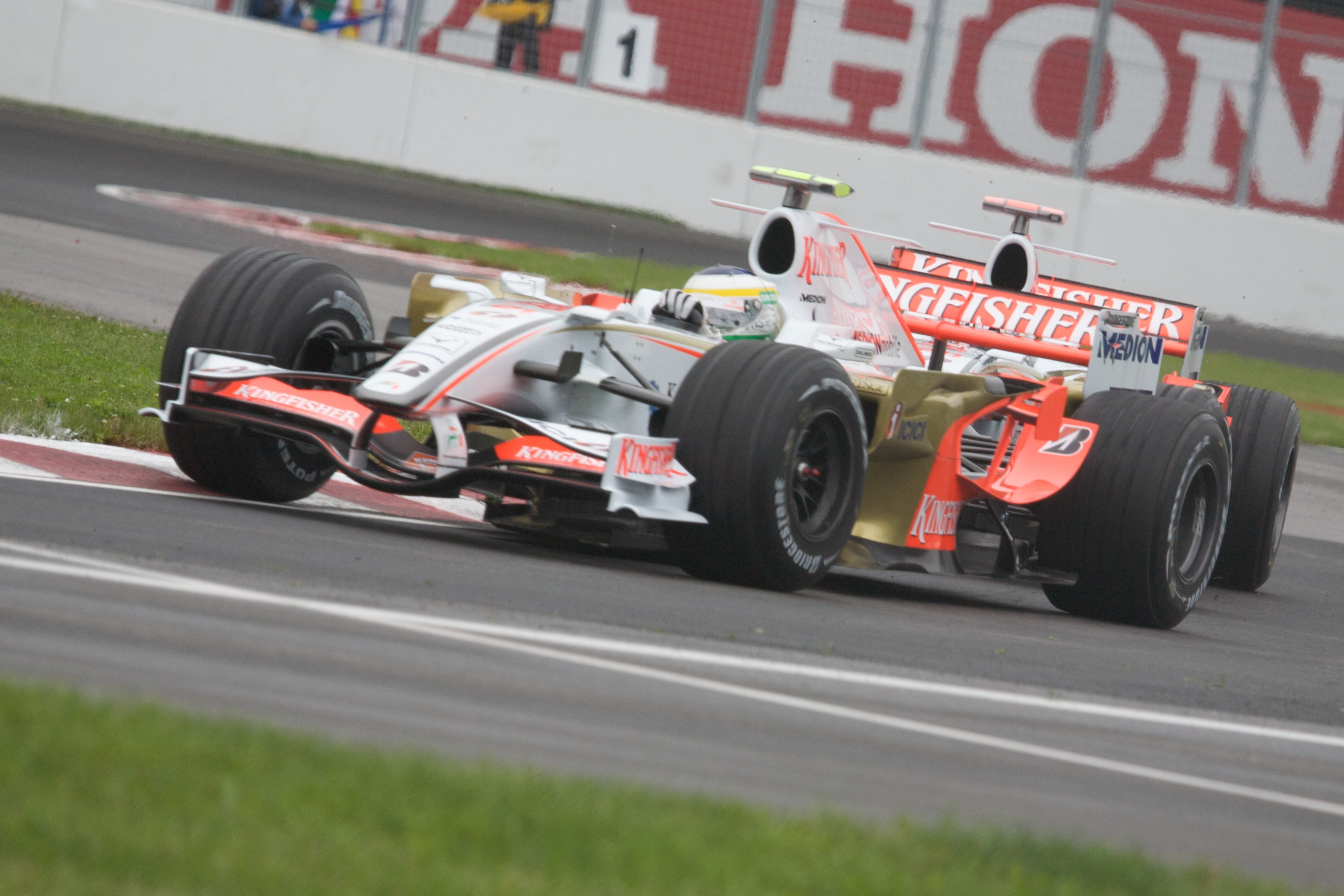
Új csapat, a Force India

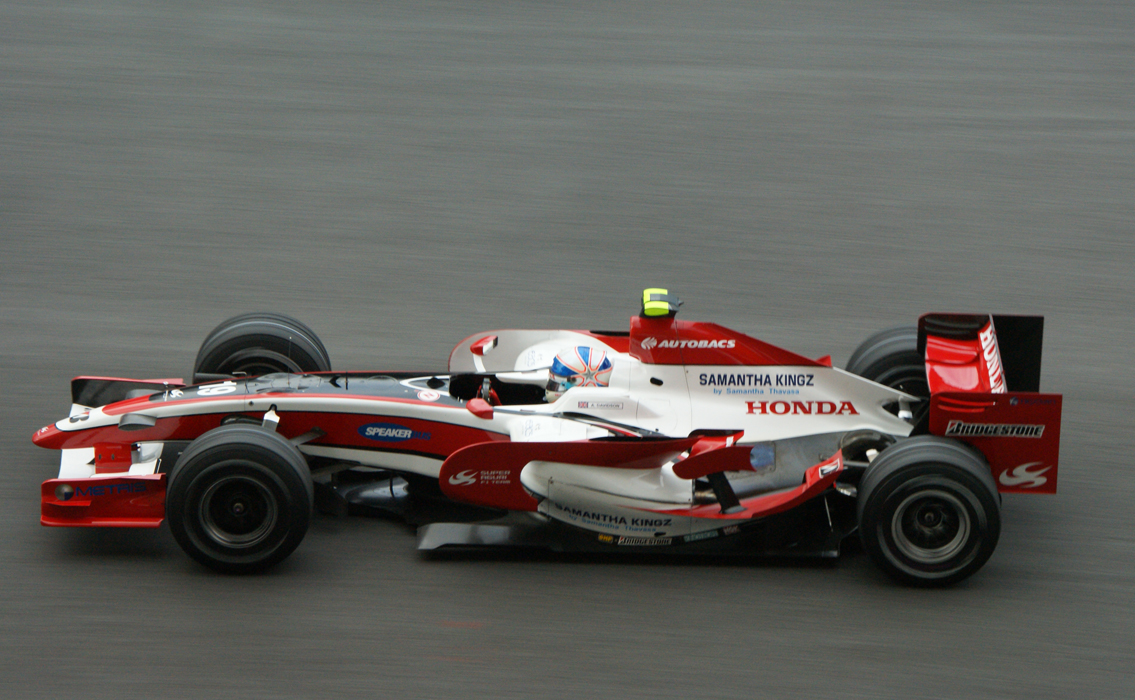
Davidson a Super Agurival Sepangban

2008-ban 18 versenyt rendeztek meg, eggyel többet mint az előző évben. Az európai nagydíjat a Nürburgringről az új valenciai utcai pályára helyezték át. 2008-tól a német nagydíjat évente felváltva a Hockenheimringen és a Nürburgringen rendezik. Szeptember 28-án debütált az éjszaka megrendezett szingapúri nagydíj, amely a sportág első villanyfényes futama volt. Az amerikai nagydíjat 2008-ban már nem rendezték meg.

### Szabályok

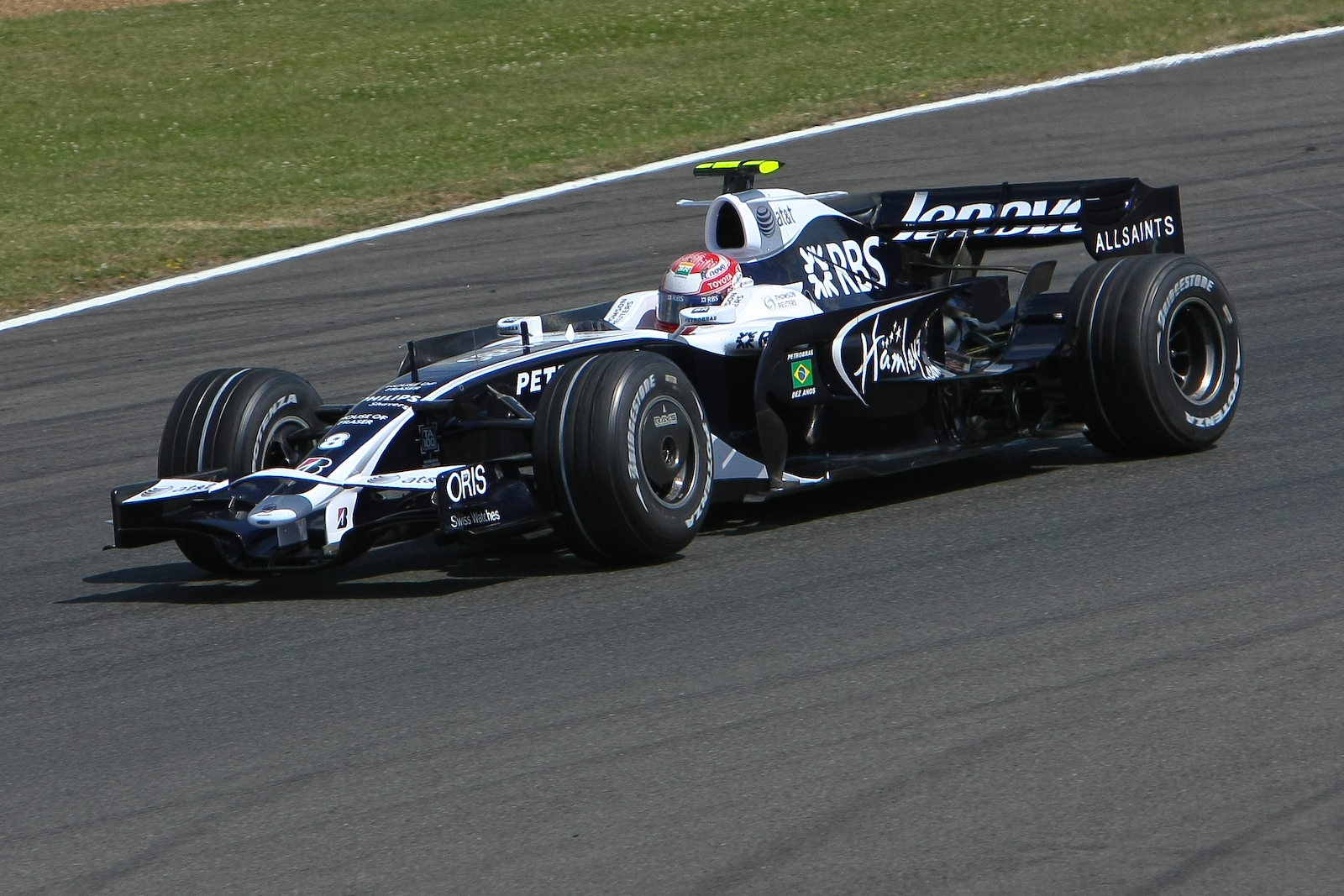
Nakadzsima a Williamsszel

2008-ra előírták az egységes elektronikus motorszabályozást. A motorszabályozó rendszert, a SECU-t (Standard Electronic Control Unit) a Microsoft és a Lotus fejlesztette ki. Betiltották a kipörgésgátlót és a rajtautomatikát az autókban. További előírás volt, hogy a versenyautók benzinjének minimum 5,75 százalék bioüzemanyagot kellett tartalmaznia. A 2007-ben használt motorokat 2008-ra nem lehet lehetett megváltoztatni.
Az időmérő edzések utolsó szakaszának hosszát a korábbi 15-ről 10 percre csökkentették. A Super Aguri évad közbeni kiszállása után a korábban hat kieső versenyző számát ötre redukálták. Megszüntették a korábbi szabályt, miszerint az időmérő utolsó szakaszában kiautózott benzinmennyiséget vissza lehet tölteni az autókba. A versenyzőknek ugyanazzal az üzemanyagmennyiséggel kellett a versenyen elindulniuk, amennyivel az időmérő edzés harmadik szakaszát befejezték.

### Csapatok
A 2007-ben indult Spyker csapatot az indiai milliárdos Vijay Mallya vásárolta meg, az új csapat neve Force India lett, versenyzői Adrian Sutil és Giancarlo Fisichella voltak. Az év elején sokáig úgy tűnt, hogy a Super Aguri csapat pénzügyi problémák miatt nem is fog részt venni a bajnokságban. Végül néhány héttel a szezonnyitó futam előtt a MAGMA csoportnak köszönhetően megmenekültek, és rajthoz tudtak állni Ausztráliában, a török nagydíj előtt azonban pénzügyi problémák miatt mégis kiszálltak a sorozatból.

### Versenyzők

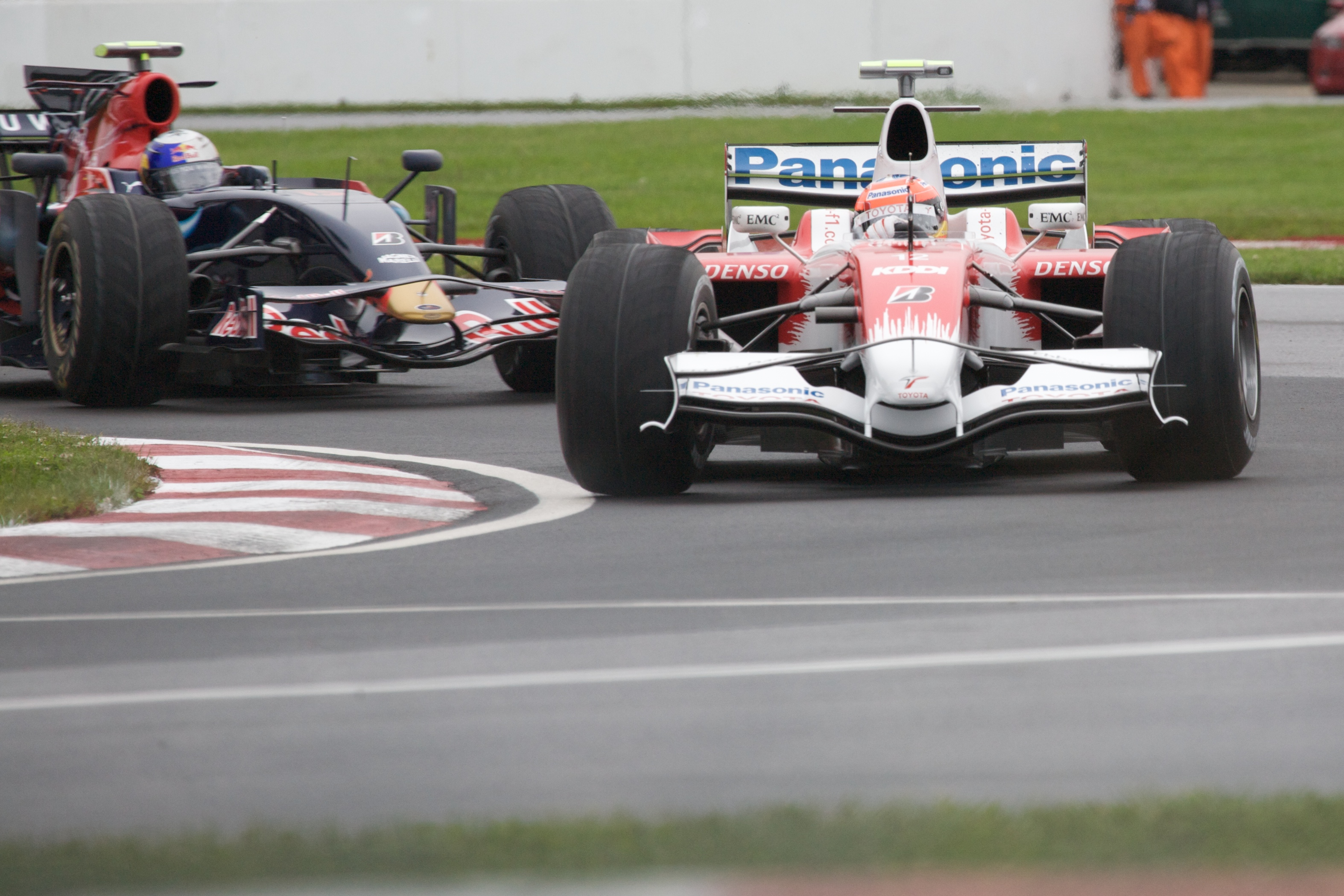
Glock a Toyotával Vettel előtt

A Scuderia Toro Rosso 2007 augusztusában bejelentette, hogy 2008-tól kétéves szerződést köt a Champ Car sorozatban versenyző francia Sébastien Bourdais-val. Bourdais Vitantonio Liuzzi helyére került. Fernando Alonso kétéves szerződését felbontotta a McLarennel és visszaszerződött a Renault-hoz. Csapattársa Nelson Piquet Jr. lett, a csapat korábbi tesztversenyzője. Heikki Kovalainen a McLarenhez, Giancarlo Fisichella a Force Indiához igazolt át, csapattársa Adrian Sutil lett. A Williams csapat a 2007-es év végi Nakadzsima Kazuki-Nico Rosberg párossal teljesítette a szezont. A visszavonuló Ralf Schumacher helyére a német Timo Glock ült be a Toyotába. Évközben nem történt pilótacsere egyik csapatnál sem.

## Átigazolások

### Csapatváltások
- Fernando Alonso; Vodafone McLaren Mercedes pilóta → Renault F1 Team pilóta
- Giancarlo Fisichella; Renault F1 Team pilóta → Force India F1 Team pilóta
- Heikki Kovalainen; Renault F1 Team pilóta → Vodafone McLaren Mercedes pilóta
- Adrian Sutil; Spyker F1 Team pilóta → Force India F1 Team pilóta

### Visszatérő pilóták
- Timo Glock; BMW Sauber F1 Team tesztpilóta → Toyota F1 Team pilóta

### Újonc pilóták
- Nelsinho Piquet; Renault F1 Team tesztpilóta → Renault F1 Team pilóta
- Sébastien Bourdais; Scuderia Toro Rosso tesztpilóta → Scuderia Toro Rosso pilóta

### Távozó pilóták
- Alexander Wurz; Williams F1 Team pilóta → Honda tesztpilóta

- Ralf Schumacher; Toyota F1 Team pilóta →
- Vitantonio Liuzzi; Scuderia Toro Rosso pilóta → Force India F1 Team tesztpilóta
- Scott Speed; Scuderia Toro Rosso pilóta →
- Christijan Albers; Spyker F1 Team pilóta →

### Távozó csapatok
- Spyker F1 Team

### Újonc csapatok
- Force India-Ferrari

## A szezon előtt

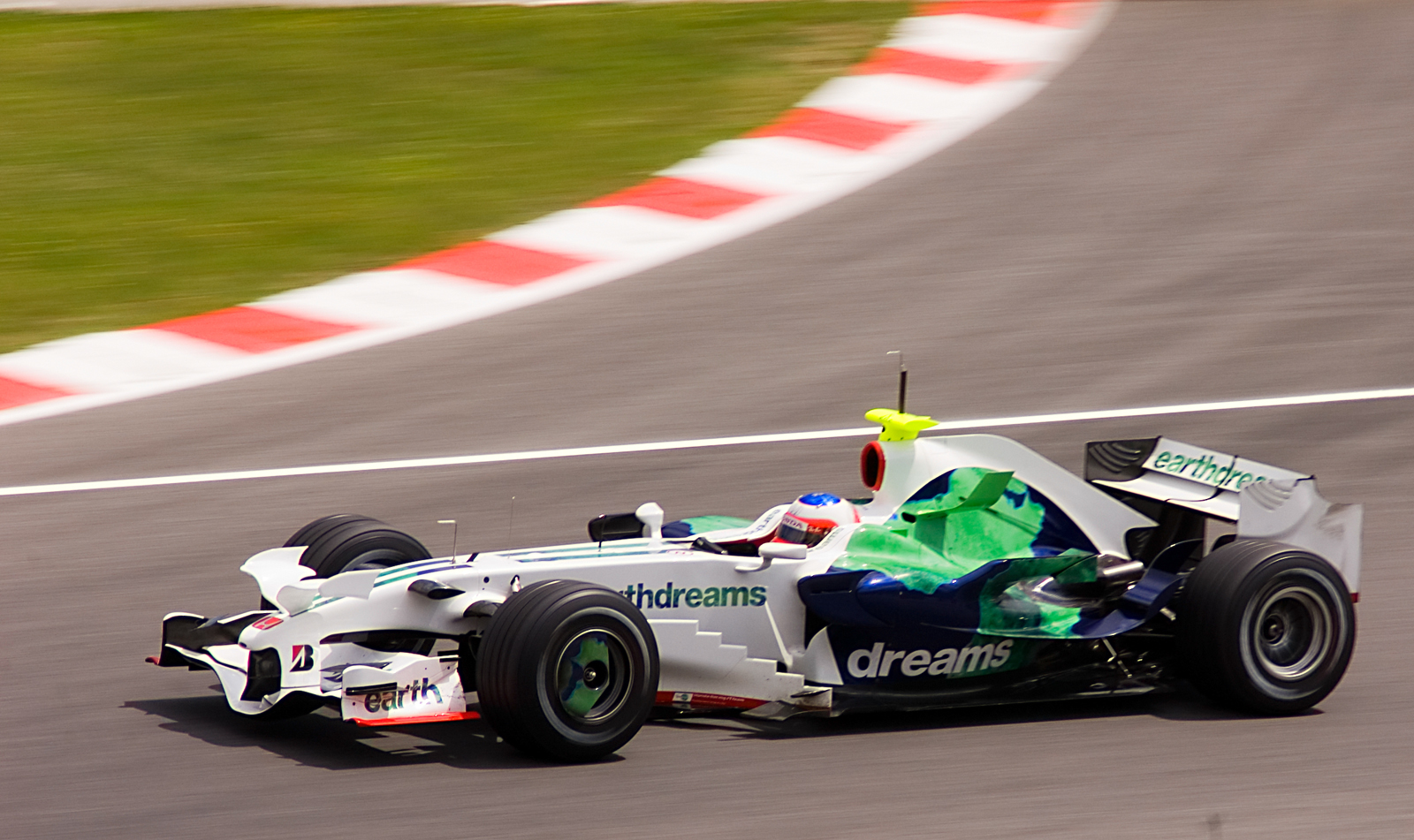
Rubens Barrichello a Hondával 2008 júniusában, Barcelonában

Az első hivatalos 2008-as tesztet január 14-én tartották Jerezben. A Ferrari, a McLaren és a Toyota már 2008-as autóját, a Williams az FW29 módosított verzióját, míg a Renault és a Red Bull a 2007-es autóját tesztelte. Emellett tesztelt a Toro Rosso, a Super Aguri és a Force India. Egyedül a Honda és az ezen a napon bemutatott BMW Sauber nem vett részt. Jerezben január 16-án tartották az utolsó tesztnapot. A BMW Sauber ezalatt egyedül tesztelt Valenciában. A következő háromnapos tesztsorozat január 22-én kezdődött Valenciában (itt már az összes csapat részt vett a Super Agurit kivéve), de a Renault és Williams már 21-én is tesztelt itt. A következő háromnapos tesztsorozatot Barcelonában rendezték február első három napján, itt nyolc csapat indult, a Super Agurit valamint a Bahreinben tesztelő Ferrarit és Toyotát kivéve. Az első napon Nakadzsima Kadzuki balesetet szenvedett a Williams FW30-assal, a vezető terelőszárny rögzítése miatt, de sérülés nélkül megúszta a balesetet. Spanyol szurkolók a McLaren felkészülését zavarták. Február 11-én Jerezbe tértek vissza a csapatok, de az első napon csak a Red Bull és a Williams vett részt. A második napon a Bahreinben tesztelő Ferrari és Toyota kivételével mindenki részt vett, ez volt a Super Aguri SA07B első tesztje.
Február 19-étől 22-ig Barcelonában voltak tesztek (az első nap a Williams, a Red Bull, Renault, Toyota), ezalatt a BMW Valenciában gyakorolt 19-től 22-ig. A Super Aguri nem érkezett meg, annak ellenére, hogy megígérte, hogy részt vesz rajta. Az utolsó tesztsorozat február 25-én kezdődött és 27-én ért véget, de a Super Aguri nem jelent meg rajta. Az első napon Michael Schumacher is részt vett a Ferrari színeiben, és harmadik lett Hamilton és Räikkönen mögött. Az utolsó napon Jarno Trulli végzett az élen a Toyotával.

### Új autófejlesztések

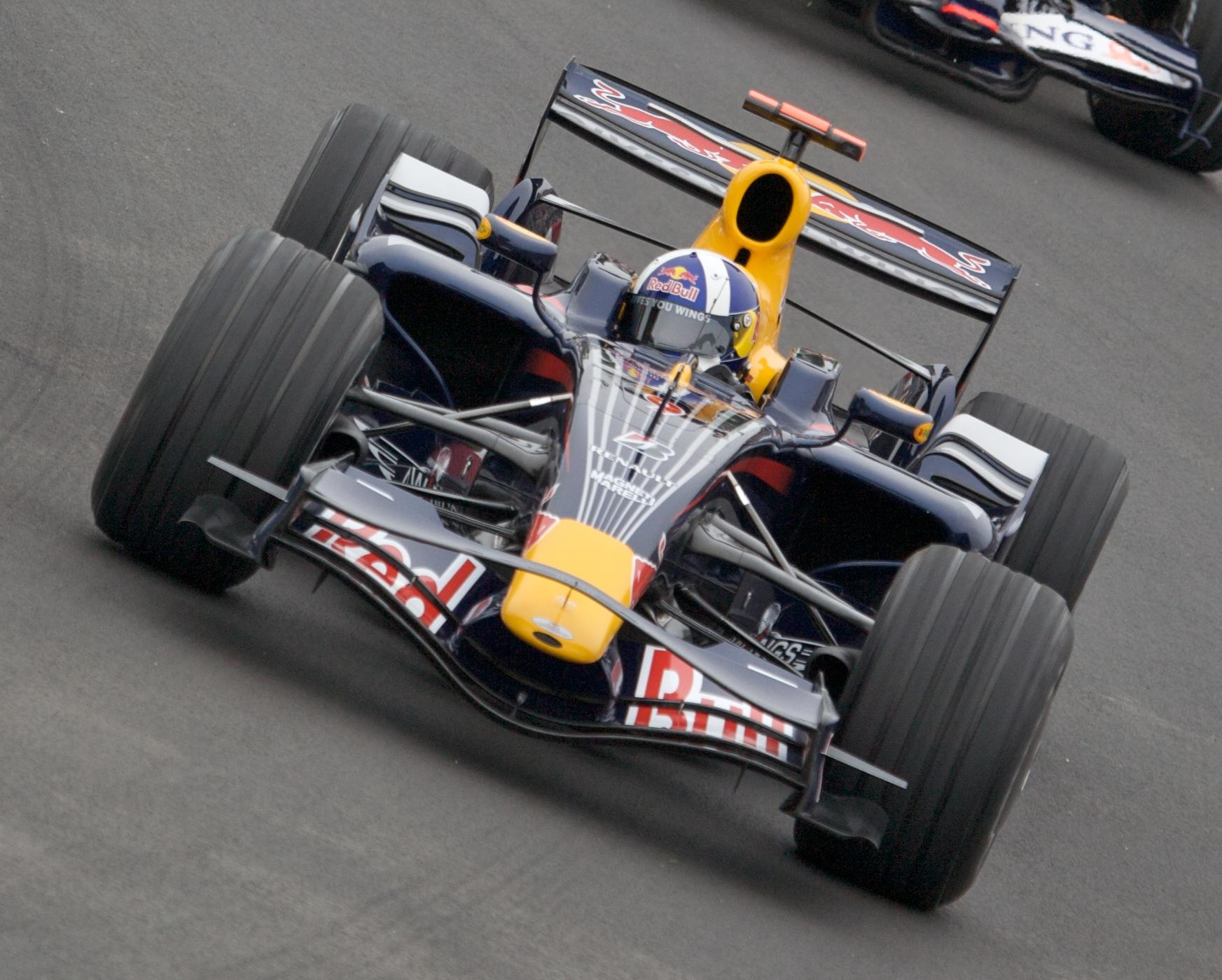
Red Bull-Renault RB4

| Konstruktőr         | Modell | Bemutatás ideje | Bemutatás helye              |
| ------------------- | ------ | --------------- | ---------------------------- |
| Ferrari             | F2008  | Január 6.       | Fiorano, Olaszország         |
| McLaren-Mercedes    | MP4-23 | Január 7.       | Stuttgart, Németország       |
| Toyota              | TF108  | Január 10.      | Köln, Németország            |
| BMW Sauber          | F1.08  | Január 14.      | München, Németország         |
| Red Bull-Renault    | RB4    | Január 16.      | Jerez, Spanyolország         |
| Williams-Toyota*    | FW30   | Január 21.      | Valencia, Spanyolország      |
| Honda               | RA108  | Január 29.      | Brackley, Egyesült Királyság |
| Renault             | R28    | Január 31.      | Párizs, Franciaország        |
| Force India-Ferrari | F8-VII | Február 7.      | Mumbai, India                |
| Super Aguri-Honda*  | SA08   | Március 14.     | Melbourne, Ausztrália        |
| Toro Rosso-Ferrari* | STR3   | Május 22.       | Monte-Carlo, Monaco          |

* Nem hivatalos bemutató

## Csapatok és versenyzők
| Résztvevők                | Konstruktőr | Modell     | Motor                 | Gumi | #  | Versenyzők           | Fordulók | Tesztpilóták                                             |
| ------------------------- | ----------- | ---------- | --------------------- | ---- | -- | -------------------- | -------- | -------------------------------------------------------- |
| Scuderia Ferrari          | Ferrari     | F2008      | Ferrari 056           | B    | 1  | Kimi Räikkönen       | Összes   | Luca Badoer Marc Gené                                    |
| Scuderia Ferrari          | Ferrari     | F2008      | Ferrari 056           | B    | 2  | Felipe Massa         | Összes   | Luca Badoer Marc Gené                                    |
| BMW Sauber F1 Team        | BMW Sauber  | F1.08      | BMW P86/8             | B    | 3  | Nick Heidfeld        | Összes   | Christian Klien Marko Asmer                              |
| BMW Sauber F1 Team        | BMW Sauber  | F1.08      | BMW P86/8             | B    | 4  | Robert Kubica        | Összes   | Christian Klien Marko Asmer                              |
| ING Renault F1 Team       | Renault     | R28        | Renault RS27          | B    | 5  | Fernando Alonso      | Összes   | Romain Grosjean Lucas di Grassi Jamamoto Szakon          |
| ING Renault F1 Team       | Renault     | R28        | Renault RS27          | B    | 6  | Nelson Piquet Jr.    | Összes   | Romain Grosjean Lucas di Grassi Jamamoto Szakon          |
| AT&T Williams             | Williams    | FW30       | Toyota RVX-08         | B    | 7  | Nico Rosberg         | Összes   | Nico Hülkenberg Narain Karthikeyan                       |
| AT&T Williams             | Williams    | FW30       | Toyota RVX-08         | B    | 8  | Nakadzsima Kazuki    | Összes   | Nico Hülkenberg Narain Karthikeyan                       |
| Red Bull Racing           | Red Bull    | RB4        | Renault RS27          | B    | 9  | David Coulthard      | Összes   | Robert Doornbos Sébastien Buemi                          |
| Red Bull Racing           | Red Bull    | RB4        | Renault RS27          | B    | 10 | Mark Webber          | Összes   | Robert Doornbos Sébastien Buemi                          |
| Panasonic Toyota Racing   | Toyota      | TF108      | Toyota RVX-08         | B    | 11 | Jarno Trulli         | Összes   | Kobajasi Kamui                                           |
| Panasonic Toyota Racing   | Toyota      | TF108      | Toyota RVX-08         | B    | 12 | Timo Glock           | Összes   | Kobajasi Kamui                                           |
| Scuderia Toro Rosso       | Toro Rosso  | STR2B STR3 | Ferrari 056           | B    | 14 | Sébastien Bourdais   | Összes   |                                                          |
| Scuderia Toro Rosso       | Toro Rosso  | STR2B STR3 | Ferrari 056           | B    | 15 | Sebastian Vettel     | Összes   |                                                          |
| Honda Racing F1 Team      | Honda       | RA108      | Honda RA808E          | B    | 16 | Jenson Button        | Összes   | Alexander Wurz Anthony Davidson Mike Conway Luca Filippi |
| Honda Racing F1 Team      | Honda       | RA108      | Honda RA808E          | B    | 17 | Rubens Barrichello   | Összes   | Alexander Wurz Anthony Davidson Mike Conway Luca Filippi |
| Super Aguri F1            | Super Aguri | SA08       | Honda RA808E          | B    | 18 | Szató Takuma         | 1-4      | James Rossiter                                           |
| Super Aguri F1            | Super Aguri | SA08       | Honda RA808E          | B    | 19 | Anthony Davidson     | 1-4      | James Rossiter                                           |
| Force India F1 Team       | Force India | VJM01      | Ferrari 056           | B    | 20 | Adrian Sutil         | Összes   | Vitantonio Liuzzi                                        |
| Force India F1 Team       | Force India | VJM01      | Ferrari 056           | B    | 21 | Giancarlo Fisichella | Összes   | Vitantonio Liuzzi                                        |
| Vodafone McLaren-Mercedes | McLaren     | MP4-23     | Mercedes-Benz FO 108V | B    | 22 | Lewis Hamilton       | Összes   | Pedro de la Rosa Gary Paffett                            |
| Vodafone McLaren-Mercedes | McLaren     | MP4-23     | Mercedes-Benz FO 108V | B    | 23 | Heikki Kovalainen    | Összes   | Pedro de la Rosa Gary Paffett                            |

1. 1 2  2008. május 6-án a Super Aguri bejelentette, hogy azonnali hatállyal kiszáll a Formula–1-ből.[40] Egy nappal később hivatalosan is kiszálltak.[41]

## A 2008-as Formula–1-es szezon versenynaptára
| Száma | Hivatalos Formula–1™ Verseny név       | Nagydíj            | Pálya                          | Város / Település | Dátum          | Időpont | Időpont | Pályarajz                |
| Száma | Hivatalos Formula–1™ Verseny név       | Nagydíj            | Pálya                          | Város / Település | Dátum          | Helyi   | GMT     | Pályarajz                |
| ----- | -------------------------------------- | ------------------ | ------------------------------ | ----------------- | -------------- | ------- | ------- | ------------------------ |
| 1     | ING Australian Grand Prix              | ausztrál nagydíj   | Albert Park Grand Prix Circuit | Melbourne         | március 16.    | 15:30   | 04:30   | Melbourne                |
| 2     | Petronas Malaysian Grand Prix          | maláj nagydíj      | Sepang International Circuit   | Kuala Lumpur      | március 23.    | 15:00   | 07:00   | Sepang                   |
| 3     | Gulf Air Bahrain Grand Prix            | bahreini nagydíj   | Bahrain International Circuit  | Sakhir, Manama    | április 6.     | 14:30   | 12:30   | Bahrein                  |
| 4     | Gran Premio de España Telefónica       | spanyol nagydíj    | Circuit de Catalunya           | Barcelona         | április 27.    | 14:00   | 13:00   | Barcelona                |
| 5     | Petrol Ofisi Turkish Grand Prix        | török nagydíj      | Isztambul Park                 | Isztambul         | május 11.      | 15:00   | 13:00   | Isztambul park           |
| 6     | Grand Prix de Monaco                   | monacoi nagydíj    | Circuit de Monaco              | Monte-Carlo       | május 25.      | 14:00   | 13:00   | Monte Carlo              |
| 7     | Grand Prix du Canada                   | kanadai nagydíj    | Circuit Gilles Villeneuve      | Montréal          | június 8.      | 13:00   | 18:00   | Montréal                 |
| 8     | Grand Prix de France                   | francia nagydíj    | Circuit de Nevers Magny-Cours  | Magny-Cours       | június 22.     | 14:00   | 13:00   | Magny-Cours              |
| 9     | Santander British Grand Prix           | brit nagydíj       | Silverstone Circuit            | Silverstone       | július 6.      | 13:00   | 13:00   | Silverstone              |
| 10    | Großer Preis Santander von Deutschland | német nagydíj      | Hockenheimring                 | Hockenheim        | július 20.     | 14:00   | 13:00   | Hockenheimring           |
| 11    | ING Magyar Nagydíj                     | magyar nagydíj     | Hungaroring                    | Mogyoród          | augusztus 3.   | 14:00   | 13:00   | Hungaroring              |
| 12    | Grand Prix of Europe Telefónica        | európai nagydíj    | Valencia Street Circuit†       | Valencia          | augusztus 24.  | 14:00   | 13:00   | Valencia Street Circuit  |
| 13    | ING Belgian Grand Prix                 | belga nagydíj      | Circuit de Spa-Francorchamps   | Spa               | szeptember 7.  | 14:00   | 13:00   | Spa-Francorchamps        |
| 14    | Gran Premio Santander d'Italia         | olasz nagydíj      | Autodromo Nazionale di Monza   | Monza             | szeptember 14. | 14:00   | 13:00   | Monza                    |
| 15    | SingTel Singapore Grand Prix           | szingapúri magydíj | Singapore Street Circuit†      | Szingapúr         | szeptember 28. | 20:00   | 13:00   | Singapore Street Circuit |
| 16    | Fuji Television Japanese Grand Prix    | japán nagydíj      | Fuji Speedway                  | Ójama             | október 12.    | 13:30   | 05:30   | Fuji Speedway            |
| 17    | Sinopec Chinese Grand Prix             | kínai nagydíj      | Shanghai International Circuit | Sanghaj           | október 19.    | 14:00   | 06:00   | Shanghai                 |
| 18    | Grande Prêmio do Brasil                | brazil nagydíj     | Autódromo José Carlos Pace     | São Paulo         | november 2.    | 15:00   | 17:00   | São Paulo                |

- †: új pálya

## 2008 versenyei

### Ausztrál nagydíj

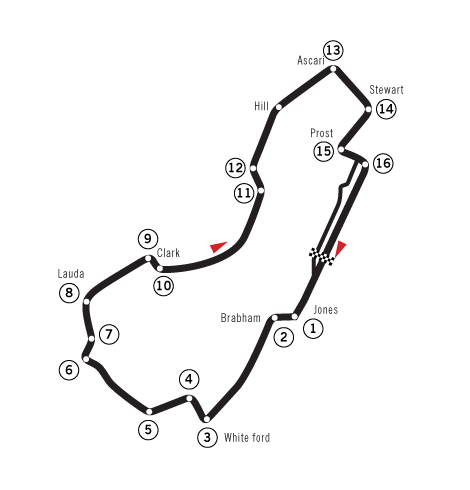
Melbourne Grand Prix Circuit

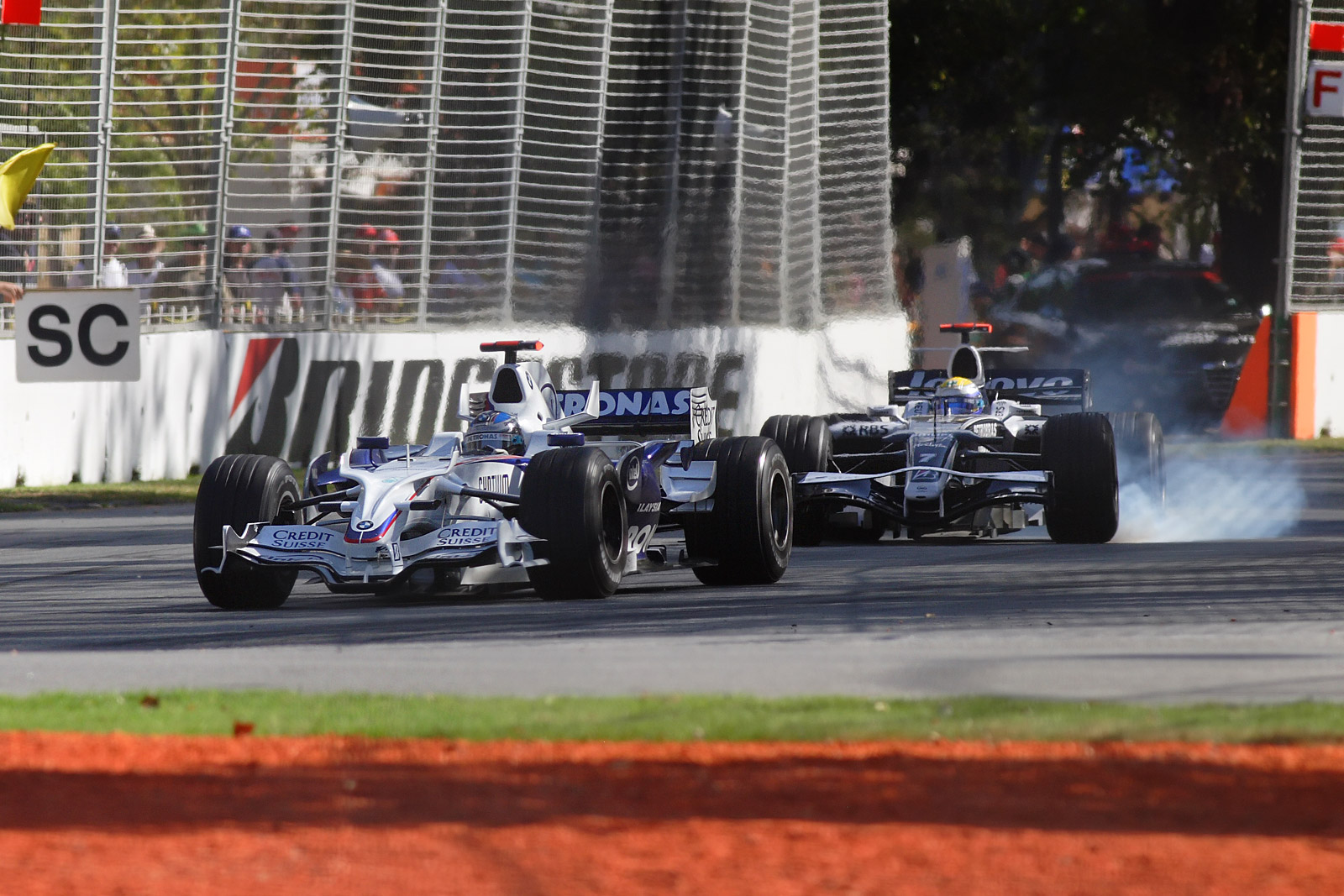
Heidfeld és Rosberg a szezonnyitó futamon

Az év szezonnyitó versenyét, az ausztrál nagydíjat 2008. március 16-án rendezték az Albert Parkban. A pályán egy kör 5,303 km, a verseny 58 körös volt.
Kimi Räikkönen a versenyen csak a középmezőnyből rajtolhatott, miután autója megállt a bokszutcába vezető úton. Mivel külső segítséggel tolták be a garázsba, még plusz büntetést is kapott. A pole-ból végül a mclarenes Lewis Hamilton rajtolt, mellőle a BMW Sauberes Robert Kubica indult. A rajt elég kaotikus volt, öten azonnal kiestek a versenyből. A verseny közepén ugyanis Felipe Massa és David Coulthard, és utóbbi kénytelen volt feladni a küzdelmet. Nem sokkal később Massa autója is tönkrement. Räikkönen kétszer is kicsúszott a pályáról ugyanazon a ponton előzés közben, majd három körrel a verseny vége előtt motorhiba miatt kiesett. Nakadzsima Kazuki nem sokkal ezelőtt kiütötte Kubicát, biztonsági autós szakasz alatt. Sébastien Bourdais motorhiba miatt, Glock baleset miatt esett ki az utolsó körökben.
A futamot zavartalanul nyerte meg Hamilton Nick Heidfeld és Nico Rosberg előtt. Alonso negyedik, Kovalainen ötödik, Barrichello kizárását követően (piros lámpánál hajtott ki a boxutcából) Nakadzsima hatodik, Bourdais hetedik, Räikkönen nyolcadik lett.

### Maláj nagydíj

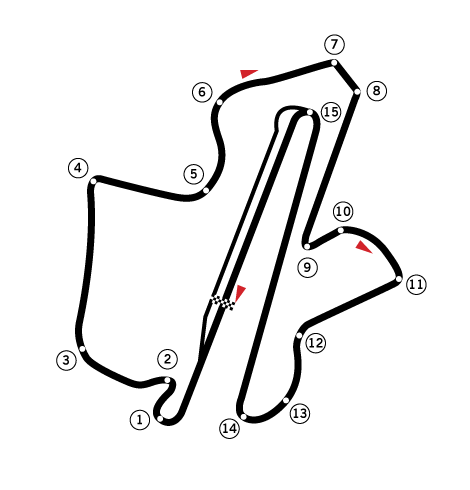
Sepang International Circuit

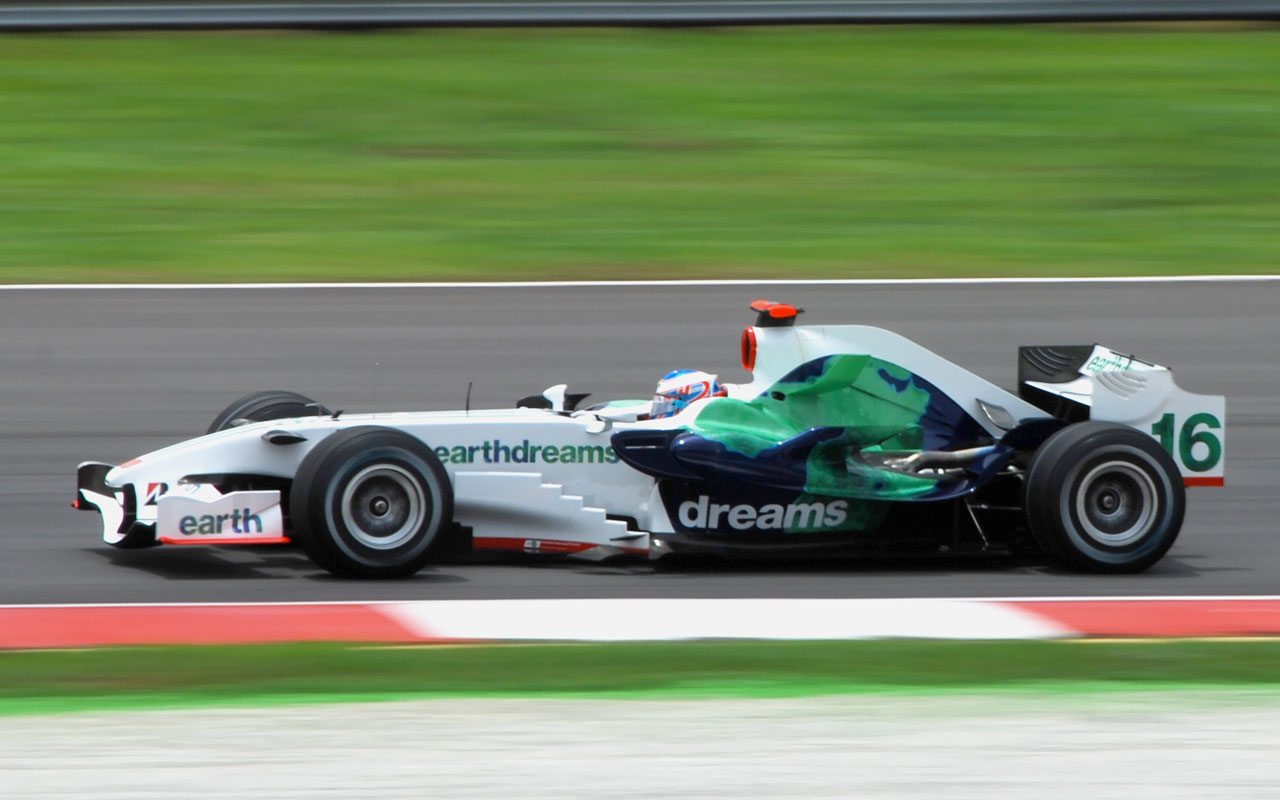
Button a maláj nagydíjon

A szezon második versenyét, a maláj nagydíjat 2008. március 23-án tartották Sepangban. A pályán egy kör 5,543 km, a verseny 56 körös volt.
A kvalifikáción kettős Ferrari siker született, míg a két McLarent öthelyes rajtbüntetéssel sújtották Heidfeld és Alonso feltartása miatt. Räikkönen az első bokszkiállásnál megelőzte Massát, aki később kipördült és kiesett.
Kubica így második, Kovalainen harmadik lett. Jarno Trulli negyedik, Hamilton ötödik, Heidfeld hatodik, Mark Webber hetedik és Alonso nyolcadik lett.

### Bahreini nagydíj

Bahrain International Circuit

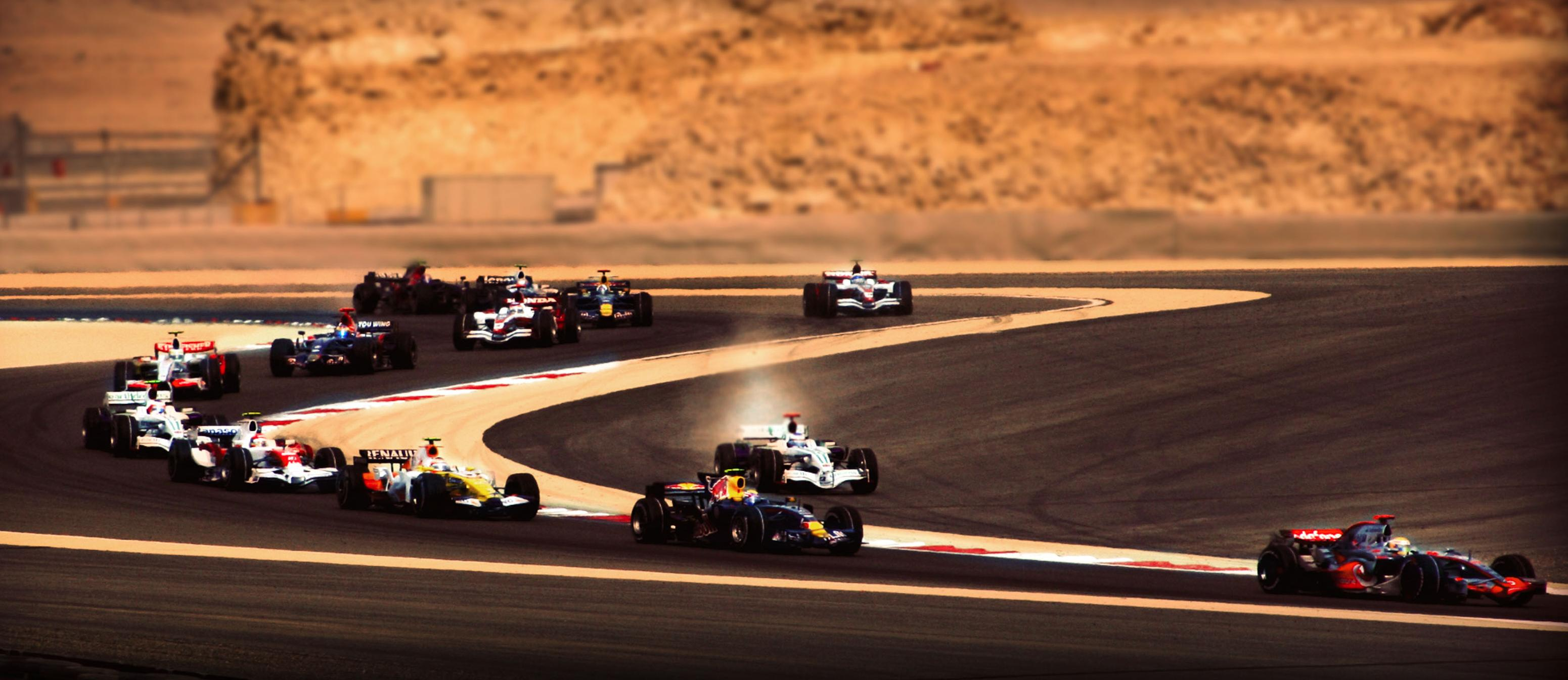
A mezőny a bahreini nagydíj első körében

2008 harmadik versenyét, a bahreini nagydíjat 2008. április 6-án rendezték Sakhirban. A pályán egy kör 5,412 km, a verseny 57 körös volt.
A pole-t Kubica érte el Massa és Hamilton elől. Räikkönen a negyedik helyről indult. A két ferraris már az első körben megelőzte Kubicát, Hamilton pedig beragadt a rajtnál és a 10. helyre esett vissza. Nem sokkal ezután hátulról belement Alonso Renault-jába, így azonnal ki kellett állnia orrkúpcserére.
A középmezőnyben Coulthard és Button ütközött össze előzés közben, utóbbi ki is esett. Az addig nulla pontos Massa megnyerte a sivatagi futamot csapattársa előtt, Kubica bronzérmes lett. Heidfeld negyedik, Kovalainen ötödik, Trulli hatodik, Webber hetedik, Rosberg nyolcadik lett. Hamilton végül csak a 13. helyen végzett.

### Spanyol nagydíj

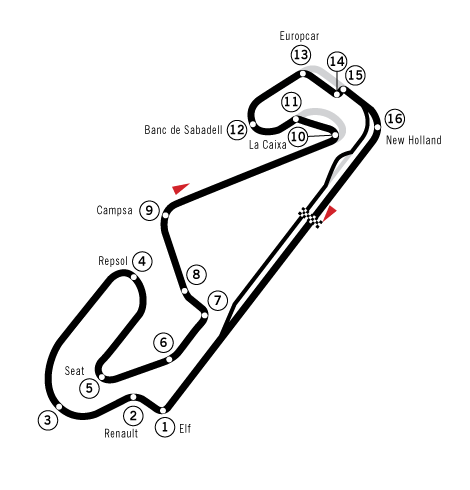
Circuit de Catalunya

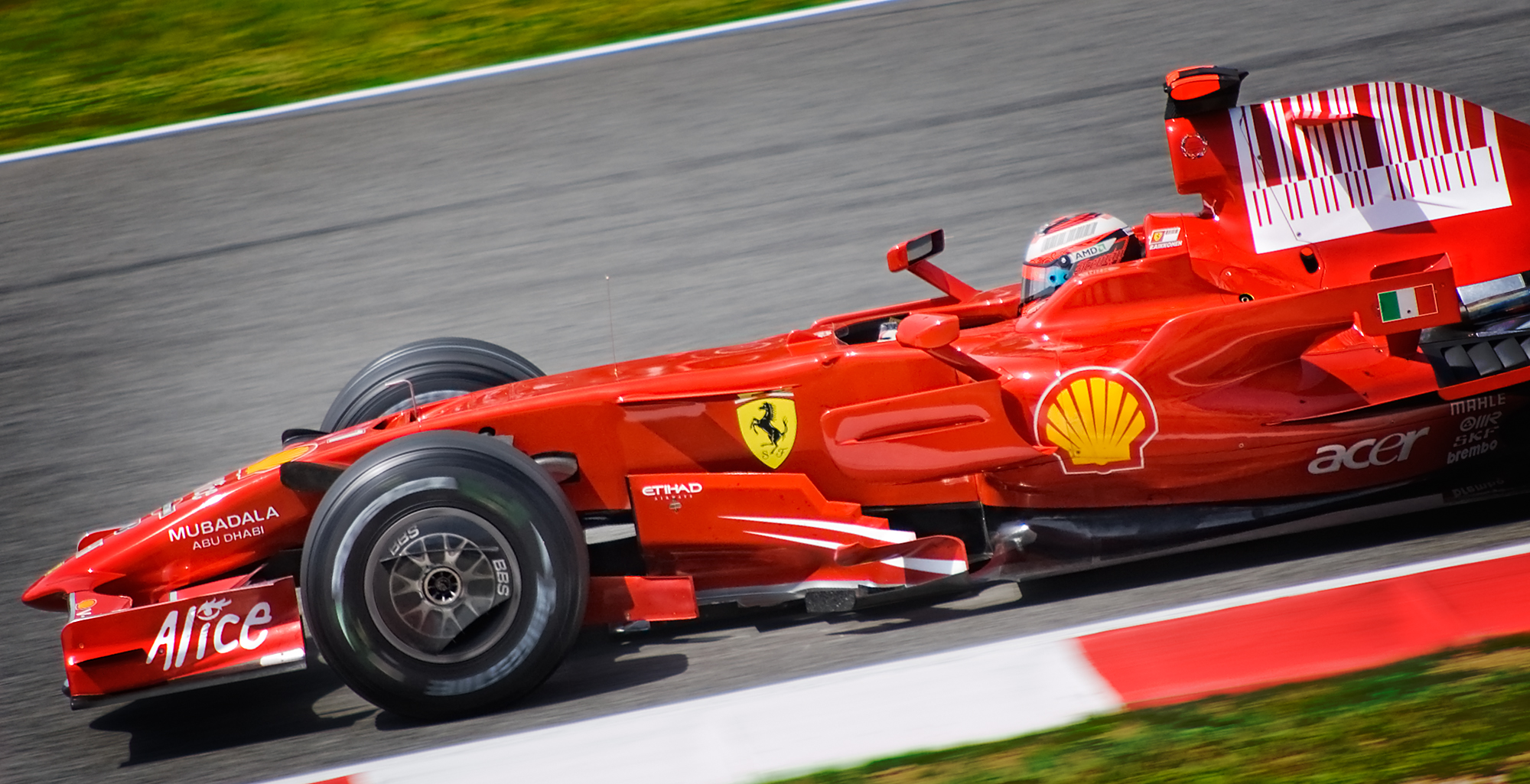
A verseny győztese

Az év negyedik versenyét, a spanyol nagydíjat 2008. április 27-én rendezték Barcelonában. A pályán egy kör 4,655 km, a verseny 66 körös volt.
Räikkönen szerezte meg a pole-t a hazai közönség előtt autózó Alonso előtt, akit a rajtnál megelőzte Massa. A negyedik helyen Hamilton autózott, aki Alonsót támadta. Az első körben megérkezett a biztonsági autó, mivel Vettel belement az előtte keresztbe forduló Adrian Sutil Force Indiájába. Kovalainen az első boxkiállások után defektet kapott és nagy sebességgel csapódott a gumifalba. A futam felénél Alonso autójában elfüstölt a motor és búcsúzni kényszerült Barrichellóval és Rosberggel együtt.
A versenyt Räikkönen nyerte, Massa lett a második, Hamilton a harmadik. Pontot szerzett rajtuk kívül Kubica, Webber, Button, Nakadzsima és Trulli.

### Török nagydíj

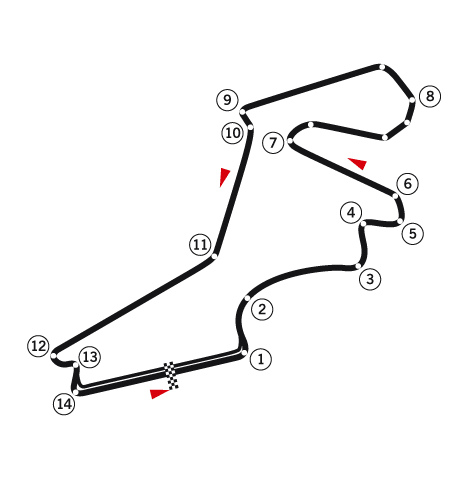
Isztambul park

A szezon ötödik versenyét, a török nagydíjat 2008. május 11-én rendezték az Isztambul Parkban. A pályán egy kör 5,338 km, a verseny 58 körös volt.
A török verseny előtt a Super Aguri csődbe ment, és Isztambulba már csak tíz csapat érkezett meg. Massa szerezte meg a pole-t a két mclarenes és Räikkönen előtt. A rajtnál beragadt Kovalainen, aki Räikkönent is akadályozta ezzel, aki így a hatodik helyre esett vissza.
Räikkönen hamar megelőzte az előtte állókat és felzárkózott a harmadik helyre. Hamilton a versenyben megelőzte Massát, de a – többiekkel ellentétben – háromkiállásos taktikán volt, így második lett. Massa könnyedén nyerte meg harmadszorra is a török nagydíjat, a dobogósok utáni sorrend Kubica, Heidfeld, Alonso, Webber és Rosberg volt.

### Monacói nagydíj

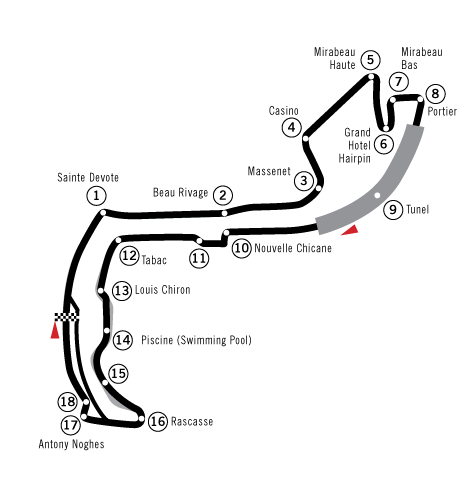
Circuit de Monaco

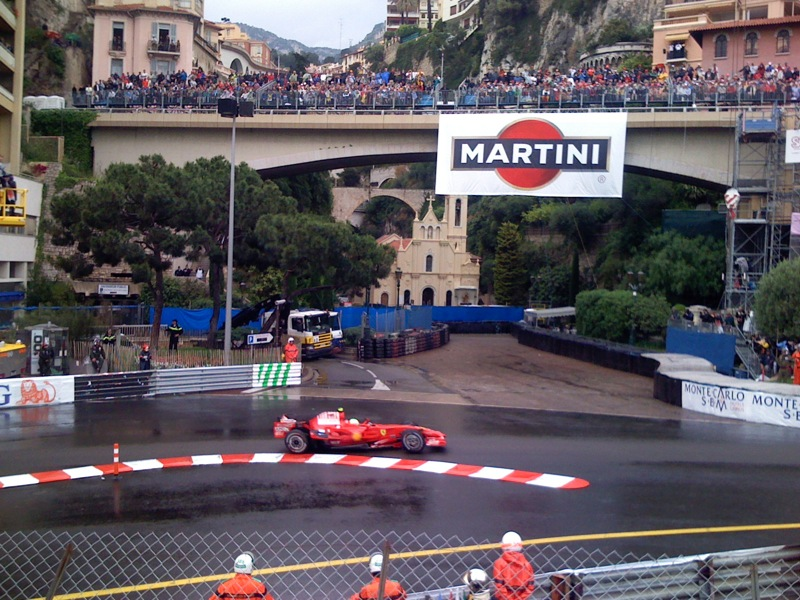
Massa a monacói nagydíjon

2008 hatodik versenyét, a monacói nagydíjat 2008. május 25-én tartották a Monacói utcai pályán. A pályán egy kör 3,340 km, a versenyt a maximális időhatár túllépése miatt a 76-ik körben leintették.
Míg az időmérő edzés száraz, addig a verseny esős volt a hétvégén. A Ferrari szerezte meg az első sort, de Hamiton a rajtnál megelőzte Räikkönent és feljött Massa mögé. Kovalainennek a bokszutcából kellett rajtolnia. A versenyen sok ütközés volt, Rosberg belement Alonsóba, később Hamilton és Fernando Alonso is a falnak ütközött. Egyikük autójában sem keletkezett azonban komolyabb kár. Később David Coulthard és Sebastian Bourdais összeütközött, ami miatt be kellett küldeni a biztonsági autót.
Räikkönennek büntetés, majd vezetői hiba miatt is ki kellett állnia a boxba egyszer.
A futamot vezető Massa kirepült az egyik kanyarból, s mire visszatért a pályára, Kubica megelőzte. Rosberg széttört autója miatt ismét bejött a biztonsági autó. A már száradó pályán Räikkönen a negyedik helyen autózó Adrian Sutil mögött autózott, amikor elvesztette uralmát az autója fölött és egymásnak ütköztek. A finnek egy újabb boxkiállásra volt szüksége, míg Sutil kiesett a Force Indiával. Végül Hamilton nyert Kubica, Massa, Webber, Vettel, Barrichello, Nakadzsima és Kovalainen előtt. Kimi csak 9. lett.

### Kanadai nagydíj

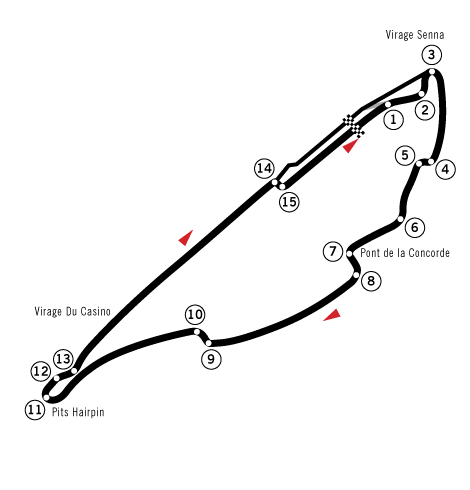
Circuit Gilles Villeneuve

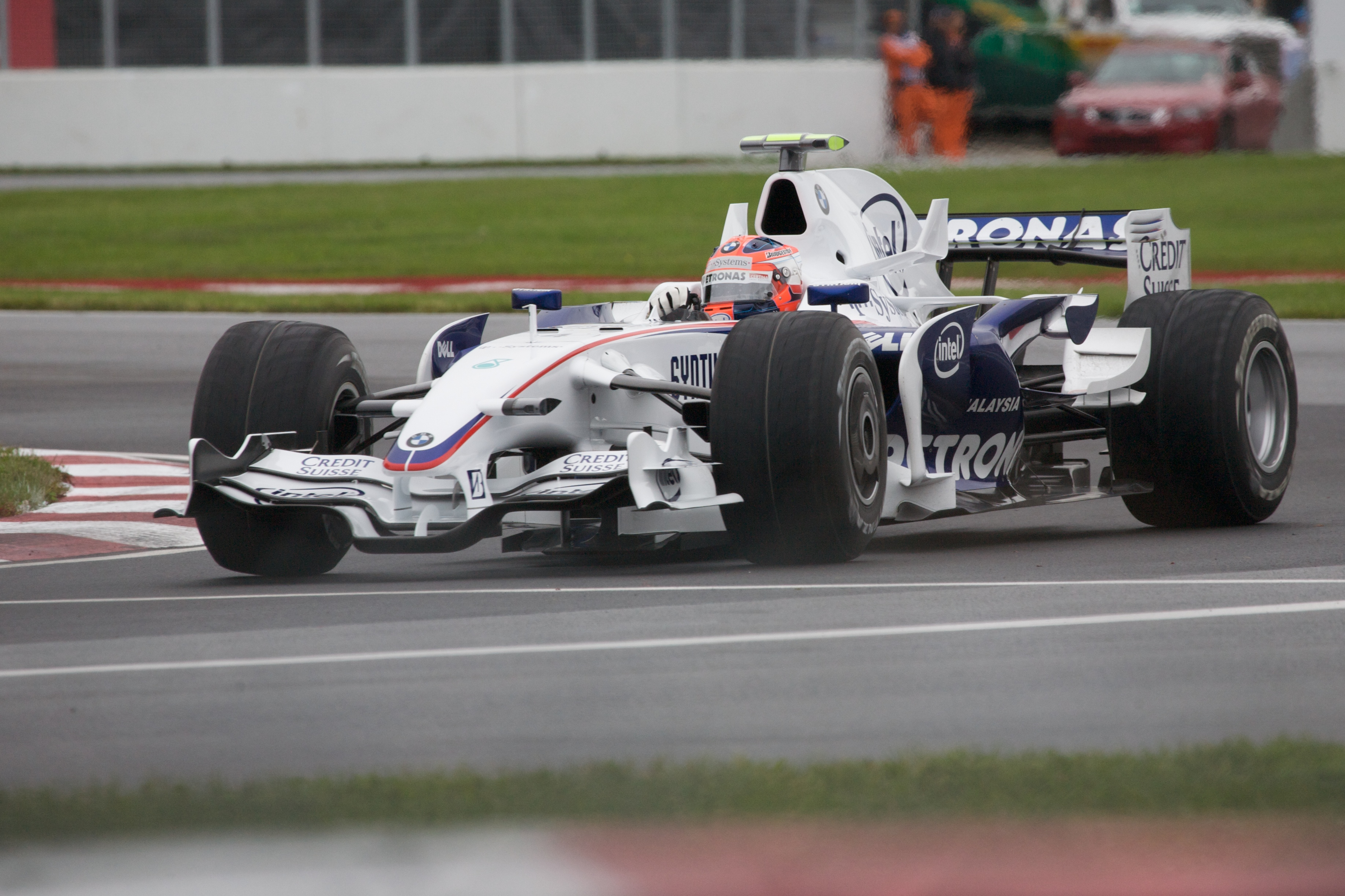
Kubica pályafutása első futamgyőzelmét ünnepelhette Kanadában

A szezon hetedik versenyét, a kanadai nagydíjat, 2008. június 8-án tartották Montréalban. A pályán egy kör 4,361 km, a verseny 70 körös volt.
Hamilton mögül Kubica, Räikkönen és Massa várhatta a rajtlámpák kialvását. Rosberg az egyébként sima rajton lerajtolta Alonsót és a negyedik helyre jött fel. Sutil autója megállt és lángolni kezdett, ekkor beküldték a biztonsági autót. Amikor kinyitották a bokszutcát, az első öt egyszerre érkezett meg, de a box kijáratánál piros volt még a lámpa. Kubica és Räikkönen így megállt, Hamilton és a mögötte haladó Rosberg azonban nem vette időben észre és belement a várakozó Ferrariba. Mindkettejük versenye véget ért. Hamilton és Rosberg a következő versenyre 10 helyes rajtbüntetést kapott.
Az ezután élen Heidfeld haladt, mögé Kubica és Alonso jött föl, miután minden versenyző letudta az első bokszkiállását. Ezek után Kubica megelőzte a másik BMW-t és az élre állt. Alonso váltóhiba miatt kiesett, így David Coulthard feljött a harmadik helyre. A verseny végéig már nem változott az első három sorrendje. A BMW Sauber megszerezte első és egyben kettős győzelmét, mögöttük Glock negyedik, Massa ötödik, Trulli hatodik, Barrichello hetedik és Vettel nyolcadik lett.

### Francia nagydíj

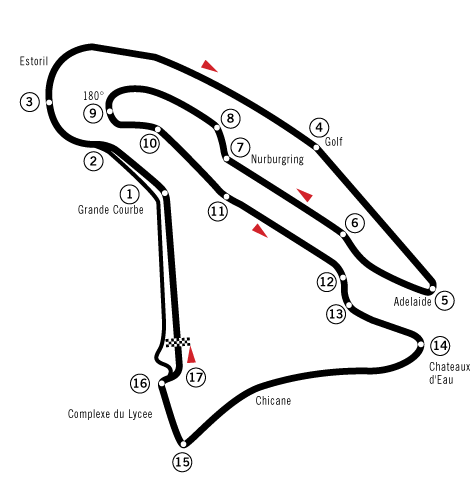
Circuit de Nevers Magny-Cours

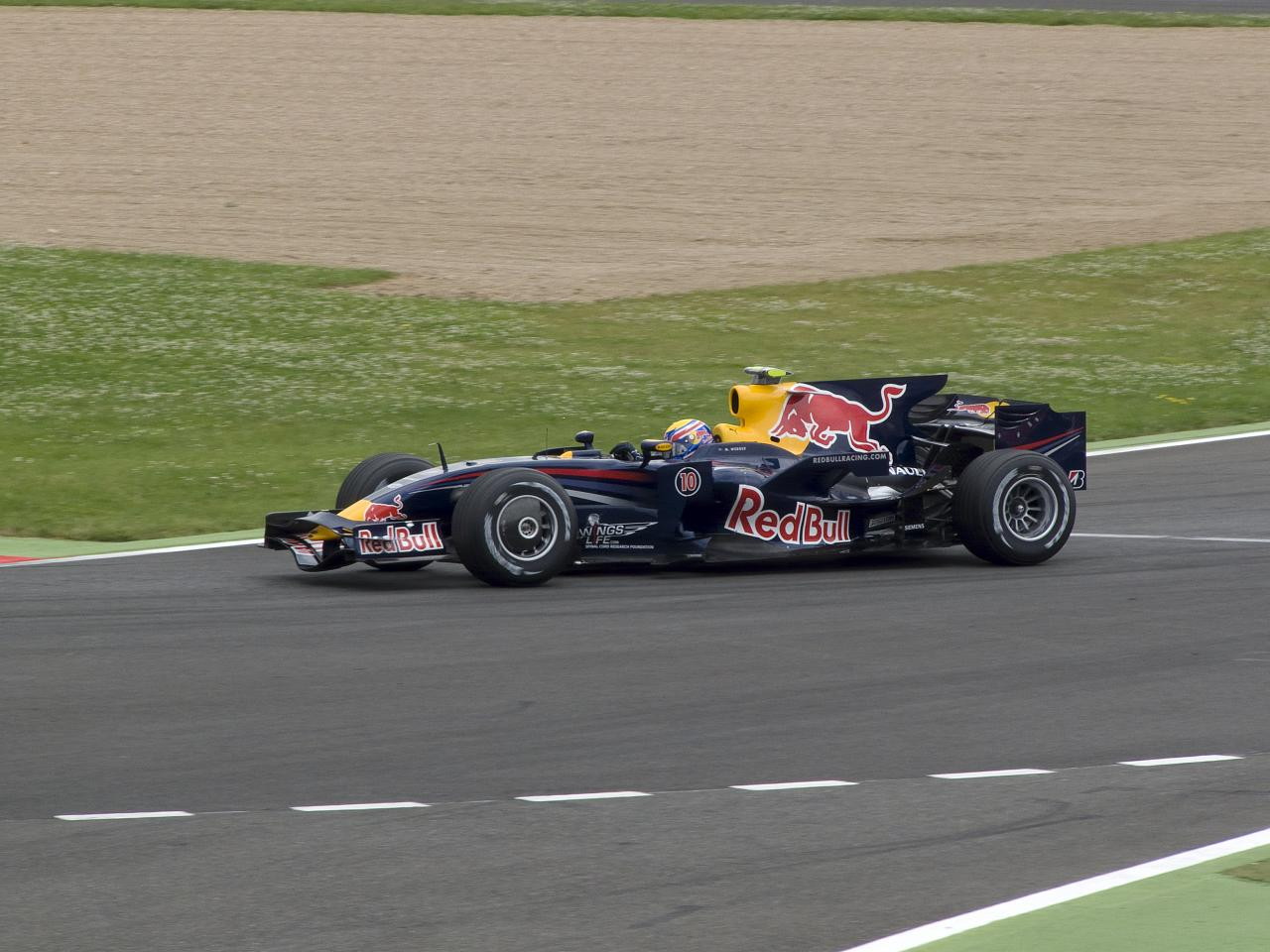
Webber a francia nagydíjon

Az évad nyolcadik versenyét, a francia nagydíjat, 2008. június 22-én rendezték
meg Magny-Coursban A pályán egy kör 4,411 km, a verseny 70 körös volt.
Hamilton és Rosberg a Kanadában történtek miatt a középmezőnyből indulhatott. Kovalainen és Barrichello öt helyes büntetést kapott feltartás és váltócsere miatt. Az élről Räikkönen és Massa indulhatott. A rajt után hamar elhúzott mindkét Ferrari a többiektől, Hamilton bokszutca áthajtásos büntetést kapott Vettel szabálytalan megelőzéséért.
A vezető Räikkönen autója lassulni kezdett, mivel kipufogójának egy része meglazult, később le is szakadt. Massa így hamar utolérte, majd megelőzte csapattársát. A 3. helyért szoros csata alakult ki az utolsó körökben Trulli, Kovalainen és Kubica jóvoltából. Néhány körrel a leintés előtt elkezdett enyhén esni, de ez már nem befolyásolta a végeredményt.
Végül Massa nyert Räikkönen, Trulli, Kovalainen, Kubica, Webber, Piquet és Alonso előtt. Hamilton nem szerzett pontot.

### Brit nagydíj

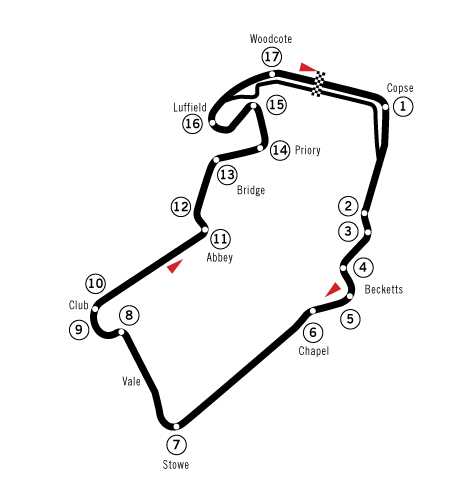
Silverstone Circuit

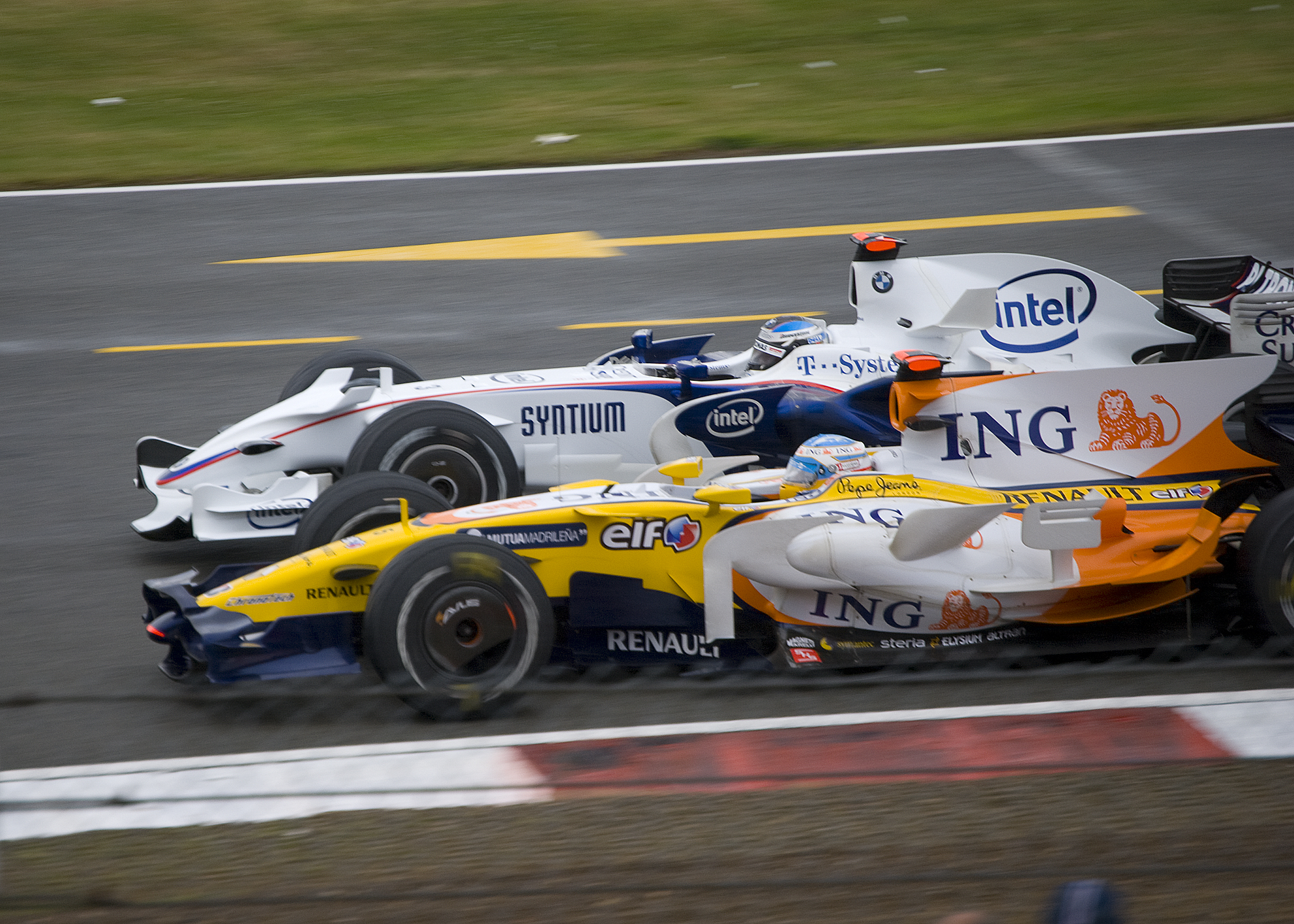
Heidfeld és Alonso fej-fej mellett Silverstone-ban

Az évad kilencedik versenyét, a brit nagydíjat 2008. július 6-án rendezték meg Silverstoneban. A pályán egy kör 5,141 km, a verseny 60 körös volt.
Az időmérőn Kovalainené lett a pole, mögüle meglepetésre Mark Webber, Räikkönen és Hamilton indulhatott. A versenyen szinte végig esett az eső, a rajt után a két McLaren állt az élre, Hamilton hamar megelőzte Kovalainent. Webber és Massa is kipördült az első körben. Webber megpördülése után gyorsan zárkózott fel a többiekre, míg Massa ezután is többször megpördült. Az első kerékcserék után Hamilton Räikkönen előtt vezetett. A brit köztes esőgumit kapott, míg Räikkönennél nem cseréltek kereket, aki az erősödő eső miatt jelentősen lelassult. Mire kihívták új gumiért a boxba, sok pozíciót vesztett.
Heidfeld az esőben nagyon jól ment, és a második helyre ért fel. Barrichello autójára extrém esőgumikat raktak fel, és ezzel annyit nyert, hogy végül harmadik lett a futamon.
A célbaérkezők sorrendje Hamilton, Heidfeld, Barrichello, Räikkönen, Kovalainen, Alonso, Trulli és Nakadzsima lett. A versenyen szenvedő Massa az utolsó helyen, tizenharmadikként végzett.
A pontversenyben ekkor hármas holtverseny alakult ki Hamilton, Räikkönen és Massa között.

### Német nagydíj

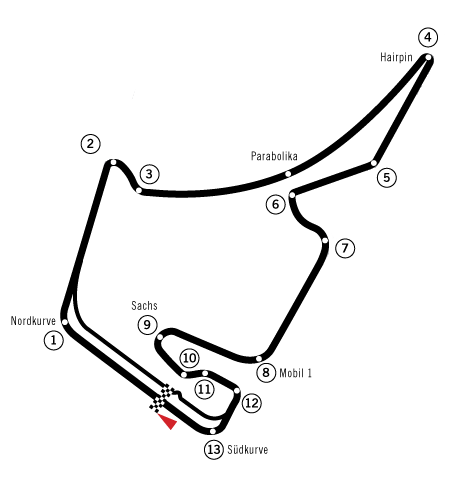
Hockenheimring

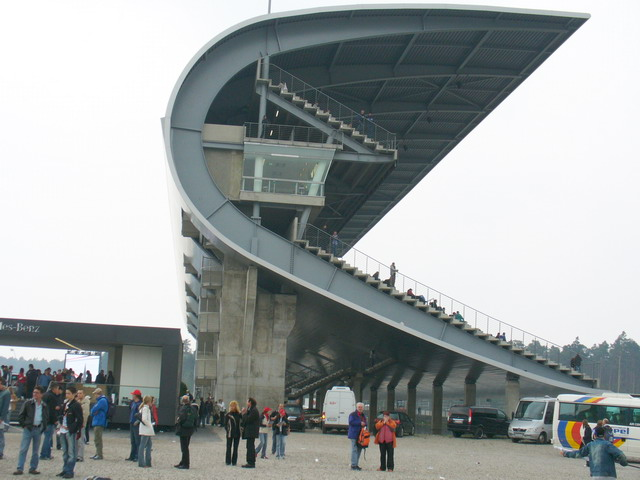
A Mercedes tribün 2005-ben

Az évad tizedik versenyét, a német nagydíjat 2008. július 20-án rendezték
meg Hockenheimringen. A pályán egy kör 4,574 km, a verseny 67 körös volt.
A hőmérséklet a hétvégén igen alacsony volt, ami nem kedvezett a Ferrariknak: a pole-t Hamilton szerezte meg, aki mellől Felipe Massa indult. A rajtnál a legjobban a hetedik helyről kezdő Robert Kubica és a negyedik helyre ugrott fel.
A 36. körben Timo Glock balesetet szenvedett a célegyenesre ráfordító kanyarban. Toyotájának jobb hátsó kereke kiszakadt, az autó a pályát a bokszutcától elválasztó betonfalnak csapódott. A biztonsági autót emiatt azonnal beküldték a pályára. A közvetlenül a baleset előtt tankoló egykiállásos Nelson Piquet a Renault-val a 17. helyről az elsőre jött fel. Az ekkor negyedik Hamilton hamar megelőzte csapattársát, Massát, majd Piquet-t is. Massa nem tudta megelőzni honfitársát, így harmadik lett. Pontszerző volt Nick Heidfeld, Kovalainen, Räikkönen, Kubica és Sebastian Vettel.

### Magyar nagydíj

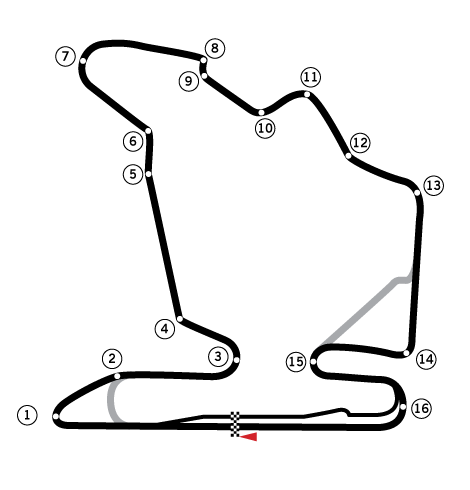
Hungaroring

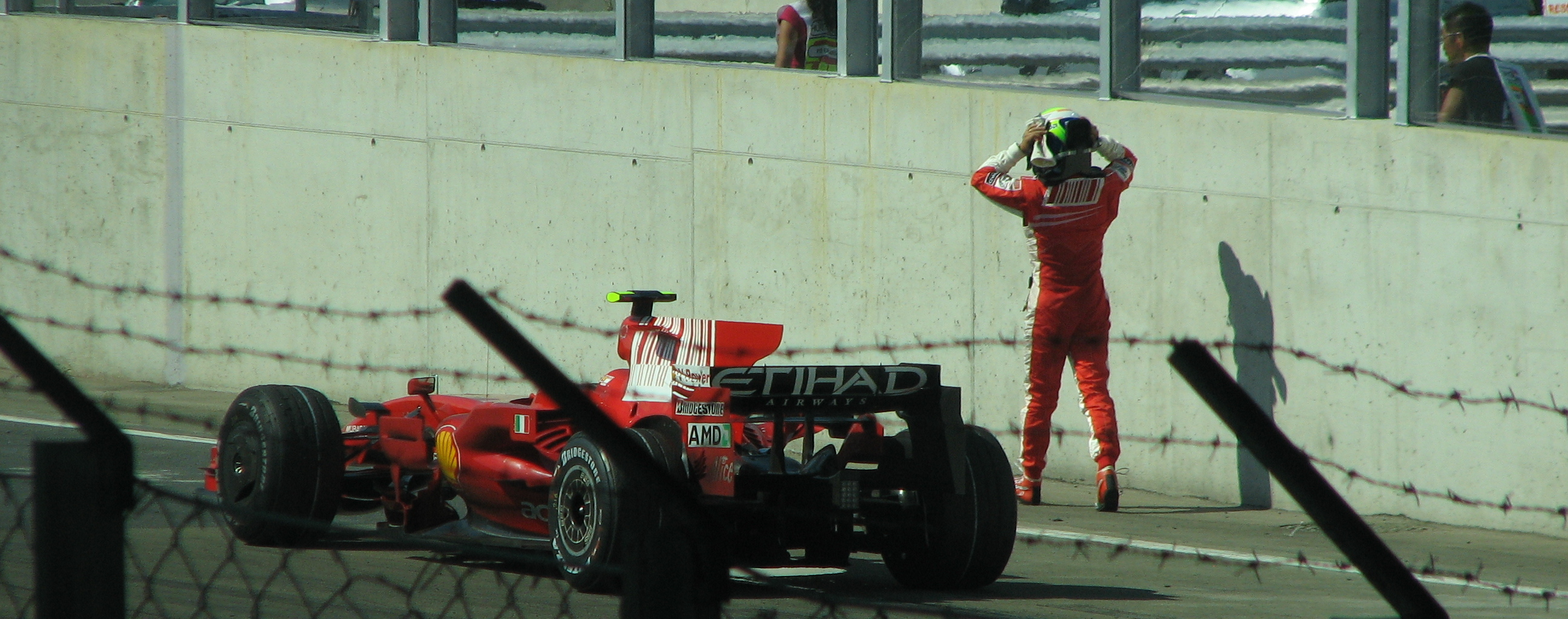
Felipe Massa elfüstölt Ferrarija mellett

Az év tizenegyedik versenyét, a magyar nagydíjat 2008. augusztus 3-án rendezték a Hungaroringen. A pályán egy kör 4,381 km, a verseny 70 körös volt.
Az élről Hamilton indulhatott, de Massa a harmadik helyről parádésan rajtolt, és megelőzte az előtte lévő két McLarent. A brazil sokáig vezette is a versenyt de motorja három körrel a verseny vége előtt tönkrement, így ki kellett állnia. Mivel Hamilton Massa balszerencséje előtt defektet kapott így a 23. magyar nagydíjat a 23-as rajtszámú McLaren MP4-23-mal Heikki Kovalainen nyerte, megszerezve pályafutása első győzelmét. A második meglepetésre Timo Glock, a harmadik Kimi Räikkönen lett. A további pontszerzők Fernando Alonso, Lewis Hamilton, Nelson Piquet Jr., Jarno Trulli és Robert Kubica lettek.

### Európai nagydíj

Valencia Street Circuit

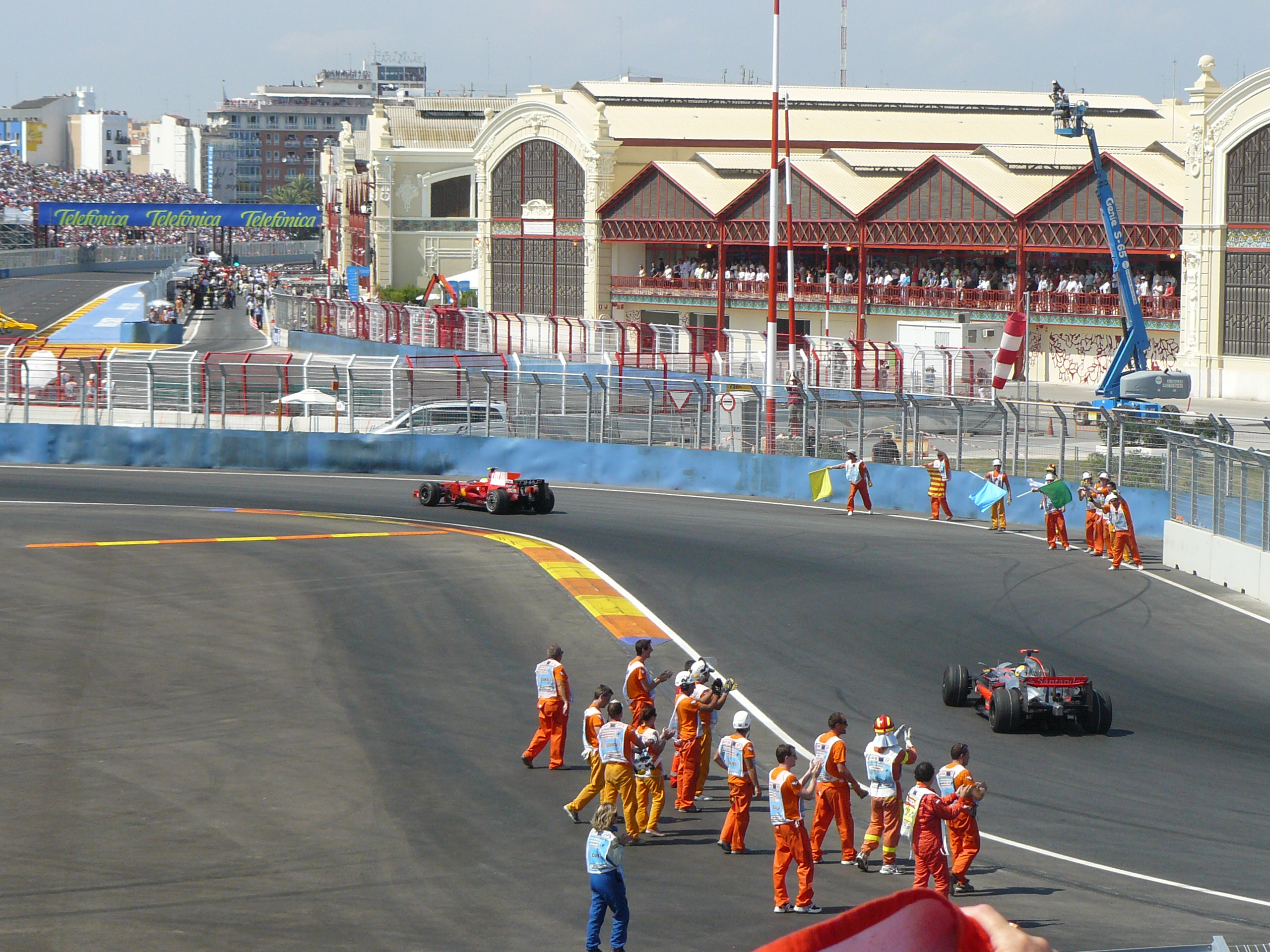
Massa és Hamilton levezető körükön, háttérben a célegyenes és a bokszutca épülete látható

A szezon tizenkettedik versenyét, az európai nagydíjat 2008. augusztus 24-én rendezték a Valenciában. A pályán egy kör 5,440 km, a verseny 57 körös volt.
Felipe Massa dominálta az egész hétvégét: megszerezte a pole-t, a leggyorsabb kört, majd a futamgyőzelmet is. Massa mögül Hamilton és Kubica kezdett, mindketten ugyanabban a pozícióban is fejezték be a versenyt. Massa a második boxkiállásánál majdnem összeütközött a Force Indiás Adrian Sutillal, aki már kifelé igyekezett a boxutcából. A versenybíróság megvizsgálta a történteket és úgy döntött, hogy a Ferrari 10 000 eurós pénzbüntetést kap a figyelmetlenségért.
Nem sokkal ezután jött Räikkönen is, szinte egy időben Kovalainennel. Nagy sietségében nem várta meg, amíg a kezelő kihúzza a csövet autójából, és így elrántotta a szerelőt, aki a földre zuhant. A kezelőt hordágyon vitték el. Egy körrel később Räikkönen Ferrarijának motorja elfüstölt a célegyenesben, ugyanúgy a hajtókar hibája miatt, mint Massánál a Hungaroringen.

### Belga nagydíj

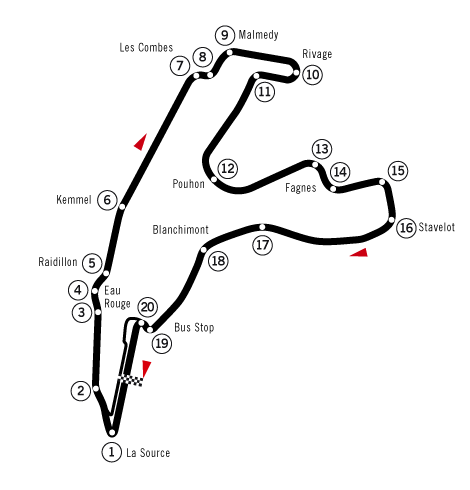
Circuit de Spa-Francorchamps

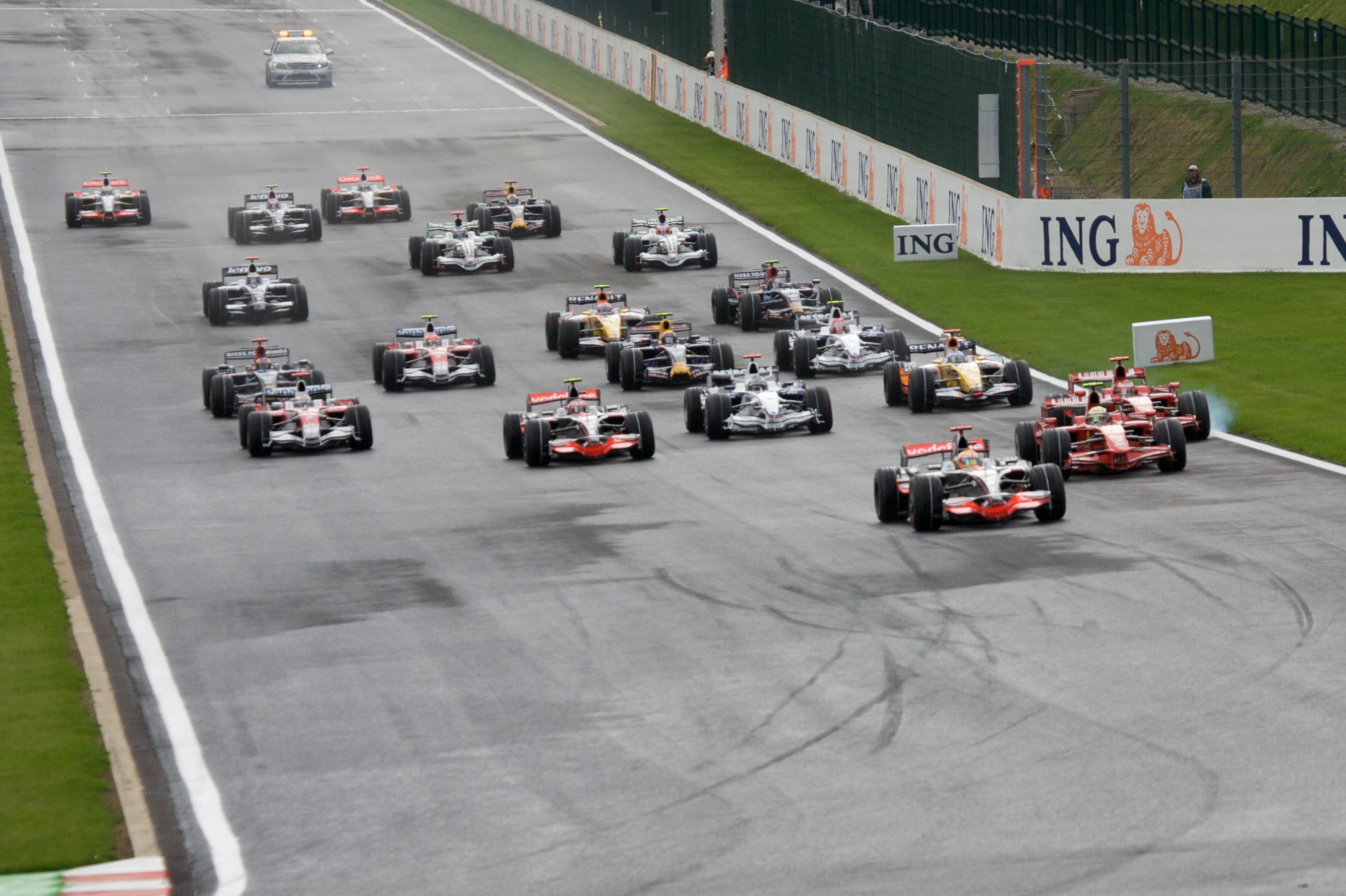
A futam rajtja

A tizenharmadik futamot, a belga nagydíjat 2008. szeptember 7-én rendezték Spában. A pályán egy kör 7,004 km, a verseny 44 körös volt.
Az időmérőjén Hamilton megszerezte az első rajtkockát, Massa második, Räikkönen negyedik lett. A verseny vizes aszfalton kezdődött, és a befutónál is esett az eső. Räikkönen a negyedik helyről körök alatt az elsőre ért fel, és a verseny végéig vezetett. Az utolsó három körben erősen elkezdett esni, Hamilton utolérte a vezető Kimi Räikkönent, és meg is előzte a finnt, igaz, vitatott módon, hiszen a célegyenesre ráfordító kanyart levágta, majd a célegyenesben visszaengedte maga elé riválisát, ám az egyenes végén bevágott elé. A finn nem sokkal ezután a vizes aszfalton kicsúszott, a falnak csapódott és kiesett. Így Lewis Hamilton nyert Spa-Francorchamps-ban, de futam után a versenybírók döntése alapján 25 másodperces büntetést kapott, így a futam győztese Felipe Massa lett, a mcLarenes a harmadik helyre csúszott vissza.
Az ügy újratárgyalására szeptember 22-én került sor, ekkor végleg eldőlt, hogy Massa nyerte a belga nagydíjat. A második helyre Nick Heidfeld ért fel, aki az utolsó körökben intermediate gumikat kapott. Alonso 4., Vettel 5., Kubica 6., Bourdais 7., Webber 8. lett.

### Olasz nagydíj

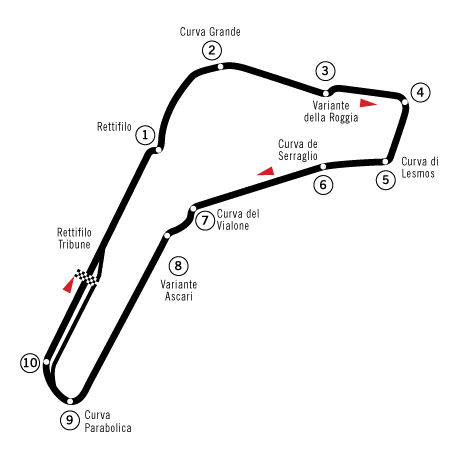
Autodromo Nazionale Monza

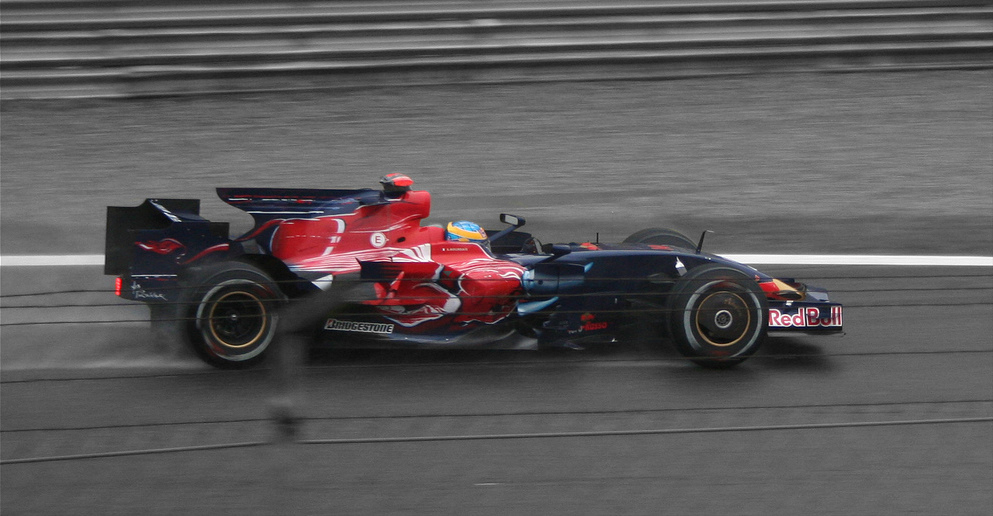
A győztes Vettel csapattársa, Sébastien Bourdais

Az év tizennegyedik versenyét, az olasz nagydíjat 2008. szeptember 14-én rendezték Monzában. A pályán egy kör 5,793 km, a verseny 53 körös volt.
Az időmérő edzésen hatalmas eső fogadta a mezőnyt, ahol Vettel megszerezte élete első Formula–1-es pole-pozícióját. Ezzel ő lett a sportág történetének legfiatalabb pole-pozíciót elérő versenyzője. A futamon a mezőny a biztonsági autó mögül rajtolt el, és a biztonsági autó a második kör végéig kinn is maradt. Amikor végre elindultak, Vettel megtartotta első helyét, és Kovalainennel szemben növelni is tudta előnyét. A versenyt végül – végig vezetve – több mint 10 másodperces előnnyel nyerte, ezzel a Formula–1 történetének legfiatalabb futamgyőztese lett, 21 évesen és 74 naposan. Kovalainen és Kubica után a pontszerzők Alonso, Heidfeld, Massa, Hamilton és Webber voltak.

### Szingapúri nagydíj

Singapore Street Circuit

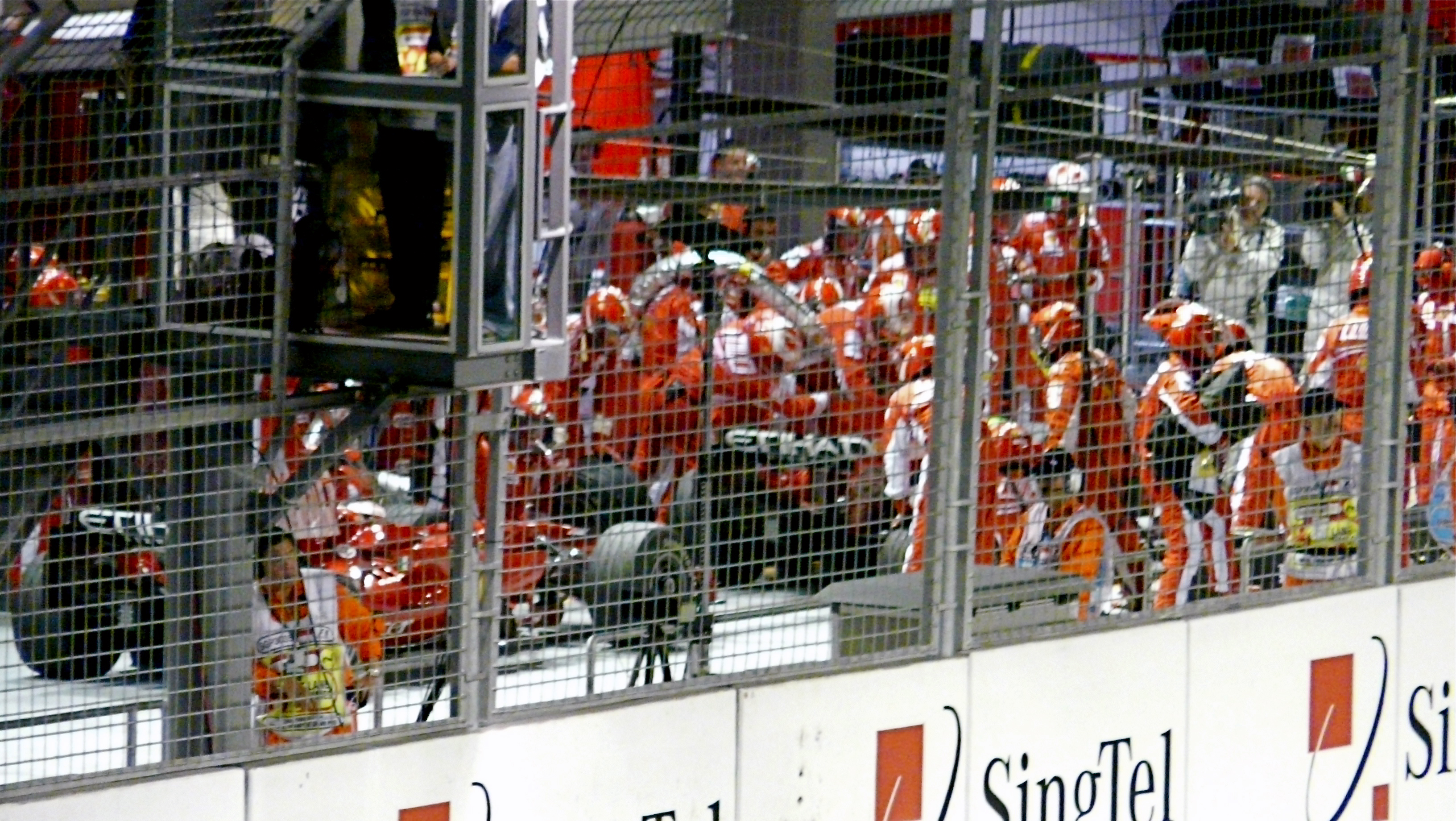
Massa rosszul sikerült kerékcseréje

Az év tizenötödik versenyét, a szingapúri nagydíjat 2008. szeptember 28-án rendezték Szingapúrban. A pályán egy kör 5,067 km, a verseny 61 körös volt.
Ez volt a Formula–1 első éjszakai, egyben 800. világbajnoki versenye. Massa 0,6 másodperces előnnyel szerezte meg a pole-t Hamilton és Räikkönen előtt. A 14. körben Nelsinho Piquet falhoz csapta az autóját, így a már korábban első tankolását megejtő, a 14. helyről rajtoló Alonso óriási előnybe került az előtte autózókkal szemben. Fernando hamarosan az élre állt, sőt akkora előnyt autózott ki, hogy második kiállása után is könnyedén az élre tért vissza. Alonso a versenyt végül meg is nyerte Nico Rosberg és Lewis Hamilton előtt. Massa az első boxkiállásánál a jelzőrendszer hibájából túl korán indult el és magával rántotta az üzemanyagtömlőt, amit a bokszutca végéig húzott. Csak jelentős időveszteséggel tudott visszaállni, 13. lett. Räikkönen négy körrel a futam leintése előtt a falnak csapta autóját és kiesett. Glock negyedik, Vettel ötödik, Heidfeld hatodik, Coulthard hetedik, Nakadzsima nyolcadik lett.

### Japán nagydíj

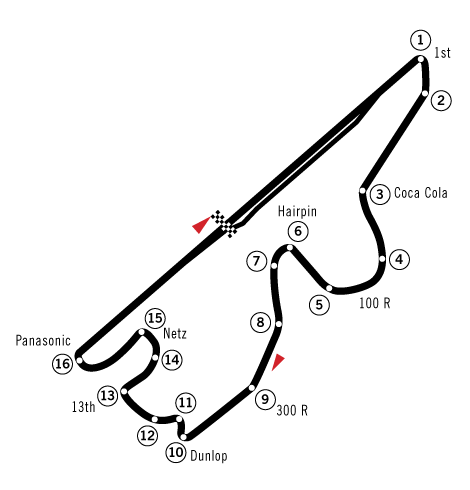
Fuji Speedway

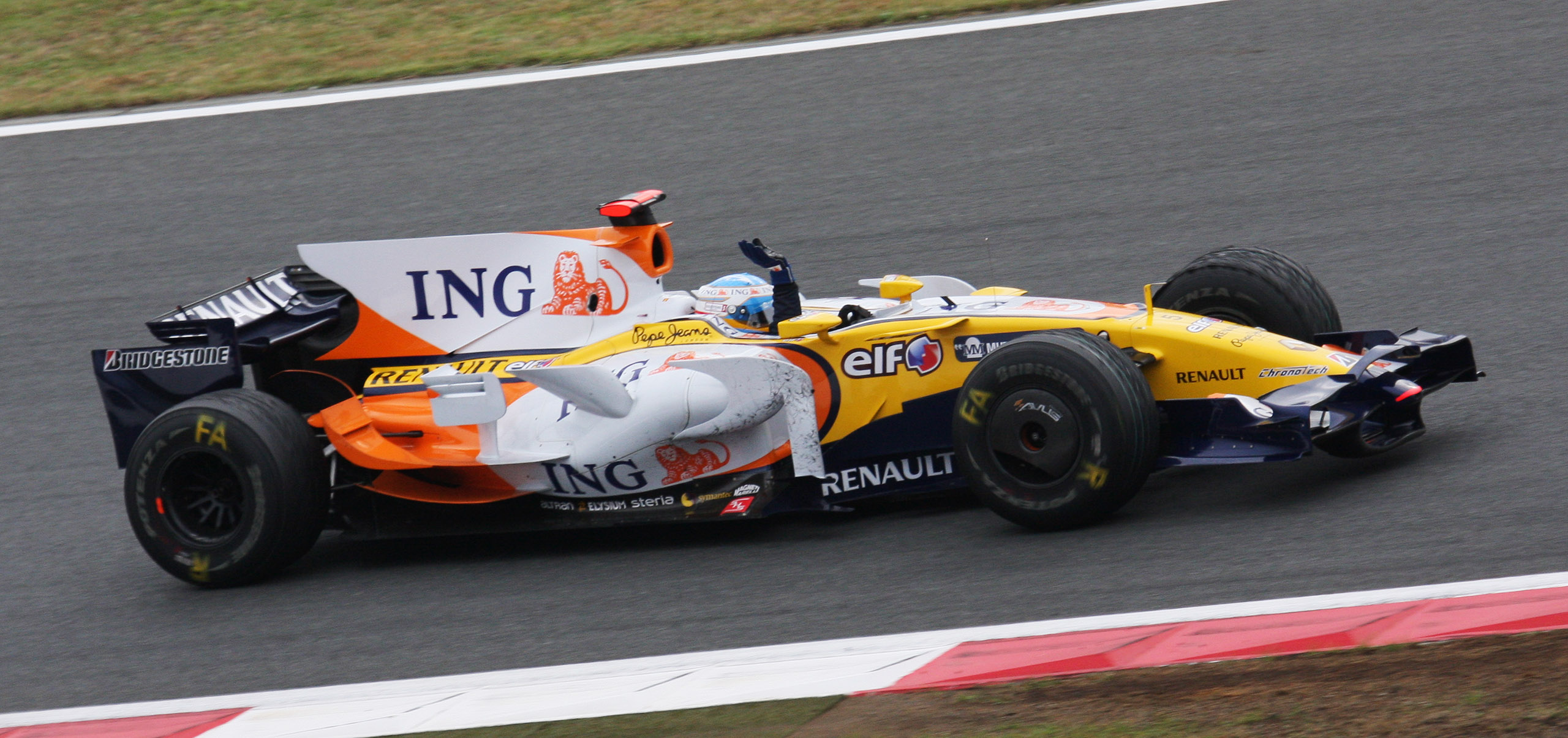
Fernando Alonso, a futam győztese

A tizenhatodik versenyt, a japán nagydíjat 2008. október 12-én rendezték a Fuji Speedwayen. A pályán egy kör 4,563 km, a verseny 67 körös volt.
A pole-pozícióból Hamilton indult, de visszaesett, amikor egy túl késői fékezéssel megpróbálta maga mögött tartani Räikkönent. Amikor Massát előzte vissza, a brazil hátulról meglökte, és el kellett engednie az egész mezőnyt, mielőtt helyes irányba tudott fordulni. Hamilton Räikkönen leszorításáért bokszutca-áthajtásos büntetést kapott, ahogy Massa is az ő meglökéséért. A versenyt ismét Alonso nyerte, Robert Kubica és Kimi Räikkönen előtt. Piquet negyedik, Trulli ötödik, Vettel hatodik, Massa hetedik, Webber nyolcadik lett. Lewis Hamilton a 12. helyen, pont nélkül végzett. A versenybírók a futam után 25 másodperces büntetéssel sújtották az eredetileg 6. helyen leintett Sébastien Bourdais-t, aki így tizedik lett.

### Kínai nagydíj

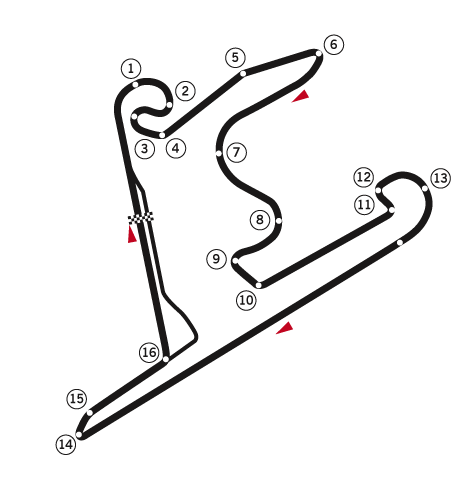
Shanghai International Circuit

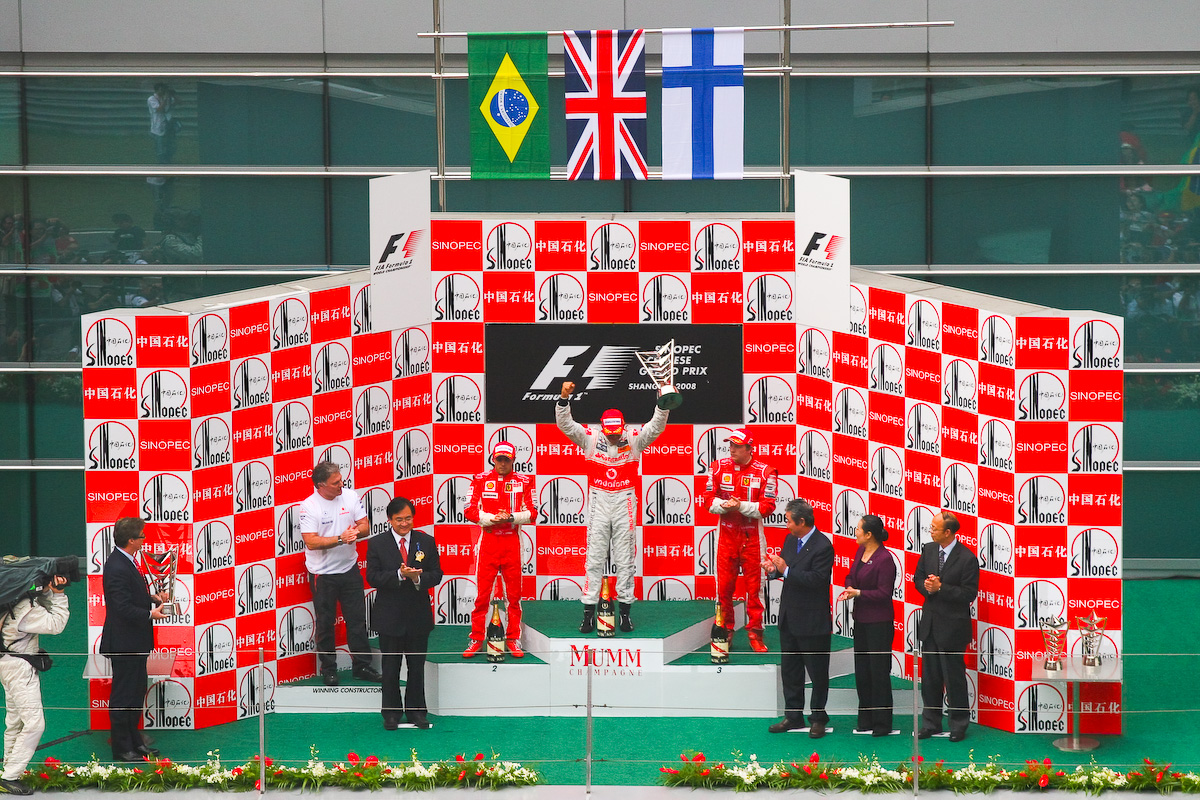
A kínai nagydíj dobogója

2008 tizenhetedik versenyét, a kínai nagydíjat 2008. október 19-én rendezték Sanghajban. A pályán egy kör 5,451 km, a verseny 56 körös volt.
Lewis Hamiltoné lett a pole 1:36,303-des idővel Räikkönen és Felipe Massa előtt. A futam meglehetősen eseménytelen volt, az élen nem sokat változott a versenyzők sorrendje. A versenyen Räikkönen maga elé elengedte csapattársát, Felipe Massát, hogy a brazil világbajnoki esélyét megtarthassa. Lewis Hamilton a leggyorsabb kört megfutva győzött és mesterhármast ért el. Alonso negyedik, Heidfeld ötödik (a 9. helyről), Kubica hatodik (a 11. helyről), Timo Glock hetedik (a 12. helyről), Piquet nyolcadik lett. Hamilton 7 pontra növelte előnyét Massával szemben. A Ferrari 11 ponttal vezetett a McLaren előtt.

### Brazil nagydíj

Autódromo José Carlos Pace

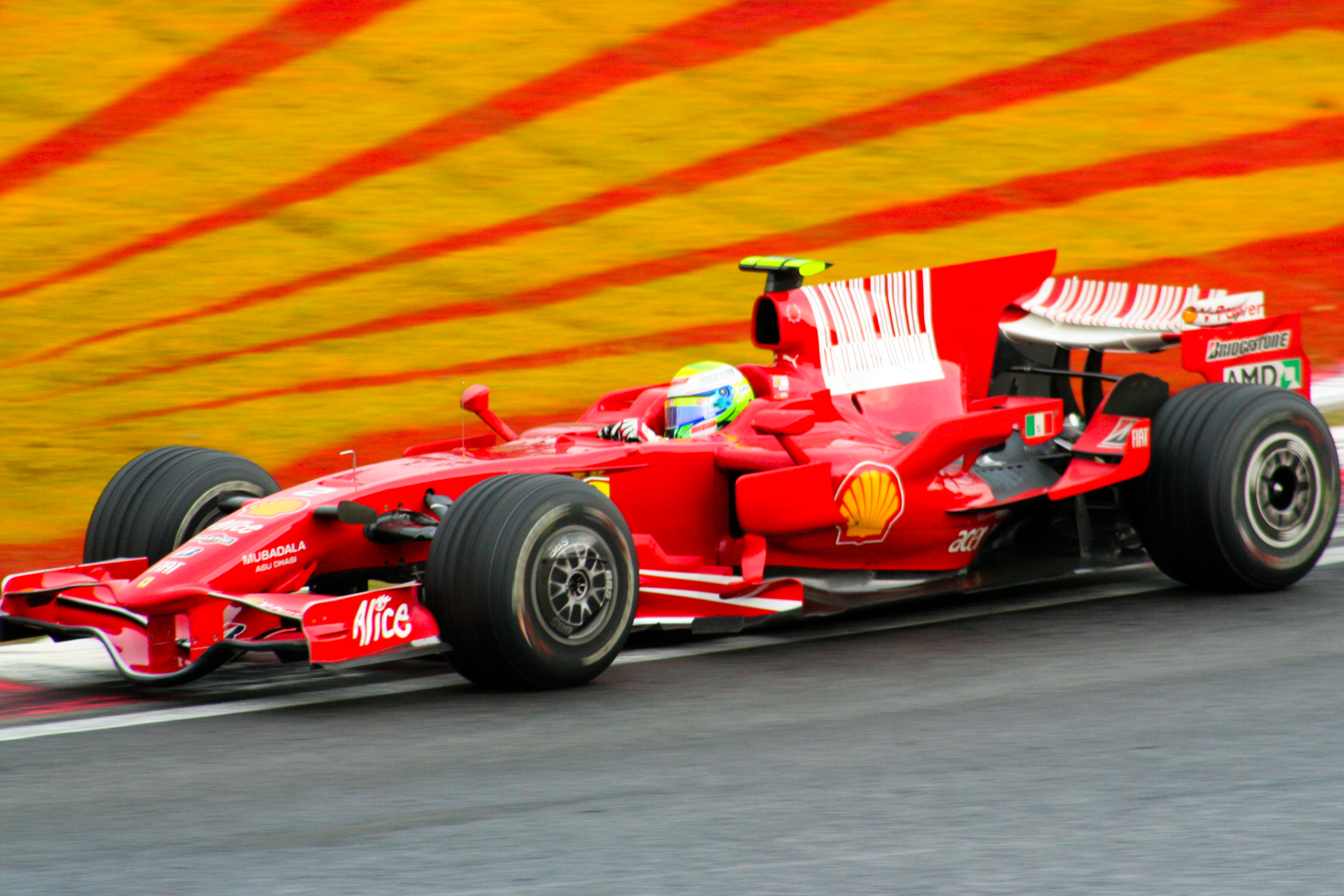
Massa hazai versenyén

A világbajnokság tizennyolcadik, egyben utolsó versenyét, a brazil nagydíjat 2008. november 2-án rendezték Interlagosban. A pályán egy kör 4,309 km, a verseny 71 körös volt.
A szezonzáró versenyen Massa az első, Hamilton a negyedik helyről indult. A rajtot néhány perccel elhalasztották, mivel hirtelen eső jött. Massa magabiztosan nyerte a futamot, Hamilton pedig tudta tartani a világbajnoki címhez szükséges ötödik helyet, a vége előtt két körrel azonban Sebastian Vettel megelőzte, amivel visszacsúszott a 6. helyre. A verseny vége előtt egy kanyarral Hamilton, az immár szakadó esőben, utolérte a száraz pályára való gumikon csúszkáló Timo Glockot. Ezt kihasználva Hamilton meg tudta előzni őt, s így bejött az ötödik helyre, amivel a világbajnokságot 98 ponttal, egy pont előnnyel megnyerte. Massa után a befutók sorrendje Alonso, Räikkönen, Vettel, Hamilton, Glock, Kovalainen és Trulli volt.
2008-ban Lewis Hamilton lett minden idők legfiatalabb Formula–1-es világbajnoka. A konstruktőri verseny győztese a Ferrari lett 172 ponttal.

## Végeredmény

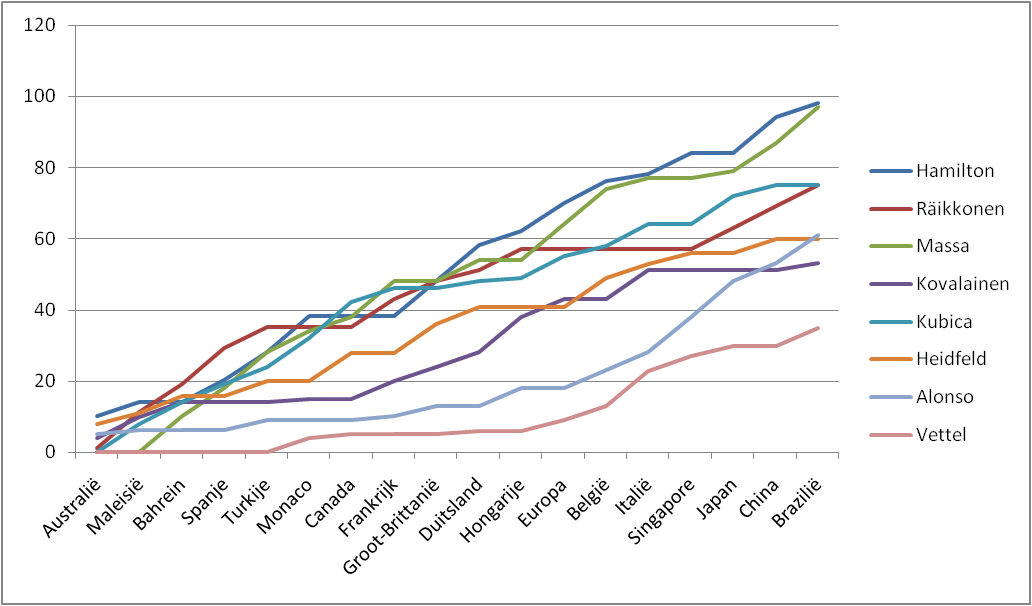
Az egyéni pontverseny

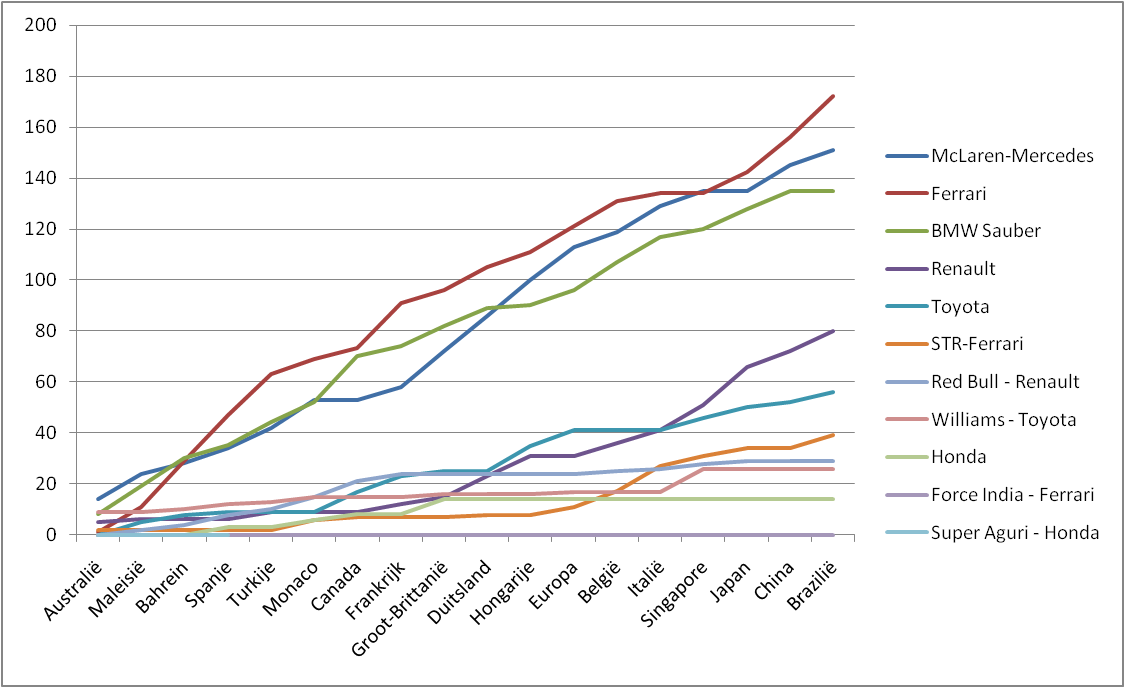
A konstruktőri pontverseny

Az évad első versenyét Hamilton nyerte, majd a maláj nagydíjtól megerősödött, a bahreini nagydíjtól a török nagydíjtól Räikkönen vezette az egyéni pontversenyt. Monacói győzelme után Hamilton a következő kanadai ütközéséig állt az élen. Kanada után a győztes Robert Kubica vezetett a következő francia nagydíjig, amikor Massa vette át a vezetést. A brit nagydíjtól a szezon végéig újra Hamilton vezetett. A két ferraris pontszáma ezalatt többször megelőzte, majd visszaelőzte egymást. Räikkönen sorozatban négy pont nélküli versenye után szinte esélytelen volt a vb címre, Massa hátránya 7 pont volt a japán nagydíj előtt. A brazil szintén 7 pontos hátránnyal érkezett az utolsó futamra, ahol nem tudta megszerezni a világbajnoki címet, Lewis Hamilton 98 ponttal a legfiatalabb világbajnok lett.
A konstruktőri versenyben a McLaren az első két futam, és a szingapúri nagydíj után vezetett. A BMW a kanadai nagydíj után állt az élen. A többi verseny után a Ferrari vezette a konstruktőri vb-t, és végül világbajnok lett 172 ponttal. Az évad végén Sebastian Vettel (egy győzelem) illetve a Toro Rosso, valamint Fernando Alonso (két győzelem) és Renault lépett jelentősen előre a pontversenyben.
Az FIA díjátadó gáláját december 12-én tartották Monte-Carlóban.

### Nagydíjak
| #   | Nagydíj            | Pole pozíció      | Leggyorsabb kör   | Győztes versenyző | Győztes konstruktőr | Összefoglaló |
| --- | ------------------ | ----------------- | ----------------- | ----------------- | ------------------- | ------------ |
| 786 | ausztrál nagydíj   | Lewis Hamilton    | Heikki Kovalainen | Lewis Hamilton    | McLaren-Mercedes    | Összefoglaló |
| 787 | maláj nagydíj      | Felipe Massa      | Nick Heidfeld     | Kimi Räikkönen    | Scuderia Ferrari    | Összefoglaló |
| 788 | bahreini nagydíj   | Robert Kubica     | Heikki Kovalainen | Felipe Massa      | Scuderia Ferrari    | Összefoglaló |
| 789 | spanyol nagydíj    | Kimi Räikkönen    | Kimi Räikkönen    | Kimi Räikkönen    | Scuderia Ferrari    | Összefoglaló |
| 790 | török nagydíj      | Felipe Massa      | Kimi Räikkönen    | Felipe Massa      | Scuderia Ferrari    | Összefoglaló |
| 791 | monacói nagydíj    | Felipe Massa      | Kimi Räikkönen    | Lewis Hamilton    | McLaren-Mercedes    | Összefoglaló |
| 792 | kanadai nagydíj    | Lewis Hamilton    | Kimi Räikkönen    | Robert Kubica     | BMW Sauber          | Összefoglaló |
| 793 | francia nagydíj    | Kimi Räikkönen    | Kimi Räikkönen    | Felipe Massa      | Scuderia Ferrari    | Összefoglaló |
| 794 | brit nagydíj       | Heikki Kovalainen | Kimi Räikkönen    | Lewis Hamilton    | McLaren-Mercedes    | Összefoglaló |
| 795 | német nagydíj      | Lewis Hamilton    | Nick Heidfeld     | Lewis Hamilton    | McLaren-Mercedes    | Összefoglaló |
| 796 | magyar nagydíj     | Lewis Hamilton    | Kimi Räikkönen    | Heikki Kovalainen | McLaren-Mercedes    | Összefoglaló |
| 797 | európai nagydíj    | Felipe Massa      | Felipe Massa      | Felipe Massa      | Scuderia Ferrari    | Összefoglaló |
| 798 | belga nagydíj      | Lewis Hamilton    | Kimi Räikkönen    | Felipe Massa      | Scuderia Ferrari    | Összefoglaló |
| 799 | olasz nagydíj      | Sebastian Vettel  | Kimi Räikkönen    | Sebastian Vettel  | Scuderia Toro Rosso | Összefoglaló |
| 800 | szingapúri nagydíj | Felipe Massa      | Kimi Räikkönen    | Fernando Alonso   | Renault             | Összefoglaló |
| 801 | japán nagydíj      | Lewis Hamilton    | Felipe Massa      | Fernando Alonso   | Renault             | Összefoglaló |
| 802 | kínai nagydíj      | Lewis Hamilton    | Lewis Hamilton    | Lewis Hamilton    | McLaren-Mercedes    | Összefoglaló |
| 803 | brazil nagydíj     | Felipe Massa      | Felipe Massa      | Felipe Massa      | Scuderia Ferrari    | Összefoglaló |

### Versenyzők
Pontozás:
| Helyezés | 1. | 2. | 3. | 4. | 5. | 6. | 7. | 8. | 9.- |
| -------- | -- | -- | -- | -- | -- | -- | -- | -- | --- |
| Pontok   | 10 | 8  | 6  | 5  | 4  | 3  | 2  | 1  | 0   |

(Félkövér: pole-pozíció, dőlt: leggyorsabb kör, a színkódokról részletes információ itt található)
| \| Helyez. \| Versenyző \| Csapat \| AUS \| MAL \| BHR \| ESP \| TUR \| MON \| CAN \| FRA \| GBR \| GER \| HUN \| EUR \| BEL \| ITA \| SIN \| JPN \| CHN \| BRA \| Pont \| \| ------- \| -------------------- \| ----------- \| --- \| --- \| --- \| --- \| --- \| --- \| --- \| --- \| --- \| --- \| --- \| --- \| --- \| --- \| --- \| --- \| --- \| --- \| ---- \| \| 1 \| Lewis Hamilton \| McLaren \| 1 \| 5 \| 13 \| 3 \| 2 \| 1 \| Ki \| 10 \| 1 \| 1 \| 5 \| 2 \| 3 \| 7 \| 3 \| 12 \| 1 \| 5 \| 98 \| \| 2 \| Felipe Massa \| Ferrari \| Ki \| Ki \| 1 \| 2 \| 1 \| 3 \| 5 \| 1 \| 13 \| 3 \| 17* \| 1 \| 1 \| 6 \| 13 \| 7 \| 2 \| 1 \| 97 \| \| 3 \| Kimi Räikkönen \| Ferrari \| 8* \| 1 \| 2 \| 1 \| 3 \| 9 \| Ki \| 2 \| 4 \| 6 \| 3 \| Ki \| 18* \| 9 \| 15* \| 3 \| 3 \| 3 \| 75 \| \| 4 \| Robert Kubica \| BMW Sauber \| Ki \| 2 \| 3 \| 4 \| 4 \| 2 \| 1 \| 5 \| Ki \| 7 \| 8 \| 3 \| 6 \| 3 \| 11 \| 2 \| 6 \| 11 \| 75 \| \| 5 \| Fernando Alonso \| Renault \| 4 \| 8 \| 10 \| Ki \| 6 \| 10 \| Ki \| 8 \| 6 \| 11 \| 4 \| Ki \| 4 \| 4 \| 1 \| 1 \| 4 \| 2 \| 61 \| \| 6 \| Nick Heidfeld \| BMW Sauber \| 2 \| 6 \| 4 \| 9 \| 5 \| 14 \| 2 \| 13 \| 2 \| 4 \| 10 \| 9 \| 2 \| 5 \| 6 \| 9 \| 5 \| 10 \| 60 \| \| 7 \| Heikki Kovalainen \| McLaren \| 5 \| 3 \| 5 \| Ki \| 12 \| 8 \| 9 \| 4 \| 5 \| 5 \| 1 \| 4 \| 10* \| 2 \| 10 \| Ki \| Ki \| 7 \| 53 \| \| 8 \| Sebastian Vettel \| Toro Rosso \| Ki \| Ki \| Ki \| Ki \| 17 \| 5 \| 8 \| 12 \| Ki \| 8 \| Ki \| 6 \| 5 \| 1 \| 5 \| 6 \| 9 \| 4 \| 35 \| \| 9 \| Jarno Trulli \| Toyota \| Ki \| 4 \| 6 \| 8 \| 10 \| 13 \| 6 \| 3 \| 7 \| 9 \| 7 \| 5 \| 16 \| 13 \| Ki \| 5 \| Ki \| 8 \| 31 \| \| 10 \| Timo Glock \| Toyota \| Ki \| Ki \| 9 \| 11 \| 13 \| 12 \| 4 \| 11 \| 12 \| Ki \| 2 \| 7 \| 9 \| 11 \| 4 \| Ki \| 7 \| 6 \| 25 \| \| 11 \| Mark Webber \| Red Bull \| Ki \| 7 \| 7 \| 5 \| 7 \| 4 \| 12 \| 6 \| 10 \| Ki \| 9 \| 12 \| 8 \| 8 \| Ki \| 8 \| 14 \| 9 \| 21 \| \| 12 \| Nelson Piquet Jr. \| Renault \| Ki \| 11 \| Ki \| Ki \| 15 \| Ki \| Ki \| 7 \| Ki \| 2 \| 6 \| 11 \| Ki \| 10 \| Ki \| 4 \| 8 \| Ki \| 19 \| \| 13 \| Nico Rosberg \| Williams \| 3 \| 14 \| 8 \| Ki \| 8 \| Ki \| 10 \| 16 \| 9 \| 10 \| 14 \| 8 \| 12 \| 14 \| 2 \| 11 \| 15 \| 12 \| 17 \| \| 14 \| Rubens Barrichello \| Honda \| KIZ \| 13 \| 11 \| Ki \| 14 \| 6 \| 7 \| 14 \| 3 \| Ki \| 16 \| 16 \| Ki \| 17 \| Ki \| 13 \| 11 \| 15 \| 11 \| \| 15 \| Nakadzsima Kazuki \| Williams \| 6 \| 17 \| 14 \| 7 \| Ki \| 7 \| Ki \| 15 \| 8 \| 15 \| 13 \| 15 \| 14 \| 12 \| 8 \| 15 \| 12 \| 17 \| 9 \| \| 16 \| David Coulthard \| Red Bull \| Ki \| 9 \| 18 \| 12 \| 9 \| Ki \| 3 \| 9 \| Ki \| 13 \| 11 \| 17 \| 11 \| 16 \| 7 \| Ki \| 10 \| Ki \| 8 \| \| 17 \| Sébastien Bourdais \| Toro Rosso \| 7* \| Ki \| 15 \| Ki \| Ki \| Ki \| 13 \| 17 \| 11 \| 12 \| 18 \| 10 \| 7 \| 18 \| 12 \| 10 \| 13 \| 14 \| 4 \| \| 18 \| Jenson Button \| Honda \| Ki \| 10 \| Ki \| 6 \| 11 \| 11 \| 11 \| Ki \| Ki \| 17 \| 12 \| 13 \| 15 \| 15 \| 9 \| 12 \| 16 \| 13 \| 3 \| \| 19 \| Giancarlo Fisichella \| Force India \| Ki \| 12 \| 12 \| 10 \| Ki \| Ki \| Ki \| 18 \| Ki \| 14 \| 15 \| 14 \| 17 \| Ki \| 14 \| Ki \| 17 \| 18 \| 0 \| \| 20 \| Adrian Sutil \| Force India \| Ki \| Ki \| 19 \| Ki \| 16 \| Ki \| Ki \| 19 \| Ki \| 16 \| Ki \| Ki \| 13 \| 19 \| Ki \| Ki \| Ki \| 16 \| 0 \| \| 21 \| Szató Takuma \| Super Aguri \| Ki \| 16 \| 17 \| 13 \| Vi \| Vi \| Vi \| Vi \| Vi \| Vi \| Vi \| Vi \| Vi \| Vi \| Vi \| Vi \| Vi \| Vi \| 0 \| \| 22 \| Anthony Davidson \| Super Aguri \| Ki \| 15 \| 16 \| Ki \| Vi \| Vi \| Vi \| Vi \| Vi \| Vi \| Vi \| Vi \| Vi \| Vi \| Vi \| Vi \| Vi \| Vi \| 0 \| \| Helyez. \| Versenyző \| Csapat \| AUS \| MAL \| BHR \| ESP \| TUR \| MON \| CAN \| FRA \| GBR \| GER \| HUN \| EUR \| BEL \| ITA \| SIN \| JPN \| CHN \| BRA \| Pont \| |                      |             |     |     |     |     |     |     |     |     |     |     |     |     |     |     |     |     |     |     |      |
| Helyez. | Versenyző            | Csapat      | AUS | MAL | BHR | ESP | TUR | MON | CAN | FRA | GBR | GER | HUN | EUR | BEL | ITA | SIN | JPN | CHN | BRA | Pont |
| 1 | Lewis Hamilton       | McLaren     | 1   | 5   | 13  | 3   | 2   | 1   | Ki  | 10  | 1   | 1   | 5   | 2   | 3   | 7   | 3   | 12  | 1   | 5   | 98   |
| 2 | Felipe Massa         | Ferrari     | Ki  | Ki  | 1   | 2   | 1   | 3   | 5   | 1   | 13  | 3   | 17* | 1   | 1   | 6   | 13  | 7   | 2   | 1   | 97   |
| 3 | Kimi Räikkönen       | Ferrari     | 8*  | 1   | 2   | 1   | 3   | 9   | Ki  | 2   | 4   | 6   | 3   | Ki  | 18* | 9   | 15* | 3   | 3   | 3   | 75   |
| 4 | Robert Kubica        | BMW Sauber  | Ki  | 2   | 3   | 4   | 4   | 2   | 1   | 5   | Ki  | 7   | 8   | 3   | 6   | 3   | 11  | 2   | 6   | 11  | 75   |
| 5 | Fernando Alonso      | Renault     | 4   | 8   | 10  | Ki  | 6   | 10  | Ki  | 8   | 6   | 11  | 4   | Ki  | 4   | 4   | 1   | 1   | 4   | 2   | 61   |
| 6 | Nick Heidfeld        | BMW Sauber  | 2   | 6   | 4   | 9   | 5   | 14  | 2   | 13  | 2   | 4   | 10  | 9   | 2   | 5   | 6   | 9   | 5   | 10  | 60   |
| 7 | Heikki Kovalainen    | McLaren     | 5   | 3   | 5   | Ki  | 12  | 8   | 9   | 4   | 5   | 5   | 1   | 4   | 10* | 2   | 10  | Ki  | Ki  | 7   | 53   |
| 8 | Sebastian Vettel     | Toro Rosso  | Ki  | Ki  | Ki  | Ki  | 17  | 5   | 8   | 12  | Ki  | 8   | Ki  | 6   | 5   | 1   | 5   | 6   | 9   | 4   | 35   |
| 9 | Jarno Trulli         | Toyota      | Ki  | 4   | 6   | 8   | 10  | 13  | 6   | 3   | 7   | 9   | 7   | 5   | 16  | 13  | Ki  | 5   | Ki  | 8   | 31   |
| 10 | Timo Glock           | Toyota      | Ki  | Ki  | 9   | 11  | 13  | 12  | 4   | 11  | 12  | Ki  | 2   | 7   | 9   | 11  | 4   | Ki  | 7   | 6   | 25   |
| 11 | Mark Webber          | Red Bull    | Ki  | 7   | 7   | 5   | 7   | 4   | 12  | 6   | 10  | Ki  | 9   | 12  | 8   | 8   | Ki  | 8   | 14  | 9   | 21   |
| 12 | Nelson Piquet Jr.    | Renault     | Ki  | 11  | Ki  | Ki  | 15  | Ki  | Ki  | 7   | Ki  | 2   | 6   | 11  | Ki  | 10  | Ki  | 4   | 8   | Ki  | 19   |
| 13 | Nico Rosberg         | Williams    | 3   | 14  | 8   | Ki  | 8   | Ki  | 10  | 16  | 9   | 10  | 14  | 8   | 12  | 14  | 2   | 11  | 15  | 12  | 17   |
| 14 | Rubens Barrichello   | Honda       | KIZ | 13  | 11  | Ki  | 14  | 6   | 7   | 14  | 3   | Ki  | 16  | 16  | Ki  | 17  | Ki  | 13  | 11  | 15  | 11   |
| 15 | Nakadzsima Kazuki    | Williams    | 6   | 17  | 14  | 7   | Ki  | 7   | Ki  | 15  | 8   | 15  | 13  | 15  | 14  | 12  | 8   | 15  | 12  | 17  | 9    |
| 16 | David Coulthard      | Red Bull    | Ki  | 9   | 18  | 12  | 9   | Ki  | 3   | 9   | Ki  | 13  | 11  | 17  | 11  | 16  | 7   | Ki  | 10  | Ki  | 8    |
| 17 | Sébastien Bourdais   | Toro Rosso  | 7*  | Ki  | 15  | Ki  | Ki  | Ki  | 13  | 17  | 11  | 12  | 18  | 10  | 7   | 18  | 12  | 10  | 13  | 14  | 4    |
| 18 | Jenson Button        | Honda       | Ki  | 10  | Ki  | 6   | 11  | 11  | 11  | Ki  | Ki  | 17  | 12  | 13  | 15  | 15  | 9   | 12  | 16  | 13  | 3    |
| 19 | Giancarlo Fisichella | Force India | Ki  | 12  | 12  | 10  | Ki  | Ki  | Ki  | 18  | Ki  | 14  | 15  | 14  | 17  | Ki  | 14  | Ki  | 17  | 18  | 0    |
| 20 | Adrian Sutil         | Force India | Ki  | Ki  | 19  | Ki  | 16  | Ki  | Ki  | 19  | Ki  | 16  | Ki  | Ki  | 13  | 19  | Ki  | Ki  | Ki  | 16  | 0    |
| 21 | Szató Takuma         | Super Aguri | Ki  | 16  | 17  | 13  | Vi  | Vi  | Vi  | Vi  | Vi  | Vi  | Vi  | Vi  | Vi  | Vi  | Vi  | Vi  | Vi  | Vi  | 0    |
| 22 | Anthony Davidson     | Super Aguri | Ki  | 15  | 16  | Ki  | Vi  | Vi  | Vi  | Vi  | Vi  | Vi  | Vi  | Vi  | Vi  | Vi  | Vi  | Vi  | Vi  | Vi  | 0    |
| Helyez. | Versenyző            | Csapat      | AUS | MAL | BHR | ESP | TUR | MON | CAN | FRA | GBR | GER | HUN | EUR | BEL | ITA | SIN | JPN | CHN | BRA | Pont |

* = a versenyző nem ért célba, de teljesítette a futamban szereplő körök legalább 90%-át, így helyezését értékelik, és pontot kaphat

### Konstruktőrök
| \| Helyezés \| Konstruktőr \| Rajt- szám \| AUS \| MAL \| BHR \| ESP \| TUR \| MON \| CAN \| FRA \| GBR \| GER \| HUN \| EUR \| BEL \| ITA \| SIN \| JPN \| CHN \| BRA \| Pontok \| \| -------- \| ------------------- \| ---------- \| --- \| --- \| --- \| --- \| --- \| --- \| --- \| --- \| --- \| --- \| --- \| --- \| --- \| --- \| --- \| --- \| --- \| --- \| ------ \| \| 1 \| Ferrari \| 1 \| 8* \| 1 \| 2 \| 1 \| 3 \| 9 \| Ki \| 2 \| 4 \| 6 \| 3 \| Ki \| 18* \| 9 \| 15* \| 3 \| 3 \| 3 \| 172 \| \| 1 \| Ferrari \| 2 \| Ki \| Ki \| 1 \| 2 \| 1 \| 3 \| 5 \| 1 \| 13 \| 3 \| 17* \| 1 \| 1 \| 6 \| 13 \| 7 \| 2 \| 1 \| 172 \| \| 2 \| McLaren-Mercedes \| 22 \| 1 \| 5 \| 13 \| 3 \| 2 \| 1 \| Ki \| 10 \| 1 \| 1 \| 5 \| 2 \| 3 \| 7 \| 3 \| 12 \| 1 \| 5 \| 151 \| \| 2 \| McLaren-Mercedes \| 23 \| 5 \| 3 \| 5 \| Ki \| 12 \| 8 \| 9 \| 4 \| 5 \| 5 \| 1 \| 4 \| 10* \| 2 \| 10 \| Ki \| Ki \| 7 \| 151 \| \| 3 \| BMW Sauber \| 3 \| 2 \| 6 \| 4 \| 9 \| 5 \| 14 \| 2 \| 13 \| 2 \| 4 \| 10 \| 9 \| 2 \| 5 \| 6 \| 9 \| 5 \| 10 \| 135 \| \| 3 \| BMW Sauber \| 4 \| Ki \| 2 \| 3 \| 4 \| 4 \| 2 \| 1 \| 5 \| Ki \| 7 \| 8 \| 3 \| 6 \| 3 \| 11 \| 2 \| 6 \| 11 \| 135 \| \| 4 \| Renault \| 5 \| 4 \| 8 \| 10 \| Ki \| 6 \| 10 \| Ki \| 8 \| 6 \| 11 \| 4 \| Ki \| 4 \| 4 \| 1 \| 1 \| 4 \| 2 \| 80 \| \| 4 \| Renault \| 6 \| Ki \| 11 \| Ki \| Ki \| 15 \| Ki \| Ki \| 7 \| Ki \| 2 \| 6 \| 11 \| Ki \| 10 \| Ki \| 4 \| 8 \| Ki \| 80 \| \| 5 \| Toyota \| 11 \| Ki \| 4 \| 6 \| 8 \| 10 \| 13 \| 6 \| 3 \| 7 \| 9 \| 7 \| 5 \| 16 \| 13 \| Ki \| 5 \| Ki \| 8 \| 56 \| \| 5 \| Toyota \| 12 \| Ki \| Ki \| 9 \| 11 \| 13 \| 12 \| 4 \| 13 \| 12 \| Ki \| 2 \| 7 \| 9 \| 11 \| 4 \| Ki \| 7 \| 6 \| 56 \| \| 6 \| Toro Rosso-Ferrari \| 14 \| 7* \| Ki \| 15 \| Ki \| Ki \| Ki \| 13 \| 17 \| 11 \| 12 \| 18 \| 10 \| 7 \| 18 \| 12 \| 10 \| 13 \| 14 \| 39 \| \| 6 \| Toro Rosso-Ferrari \| 15 \| Ki \| Ki \| Ki \| Ki \| 17 \| 5 \| 8 \| 12 \| Ki \| 8 \| Ki \| 6 \| 5 \| 1 \| 5 \| 6 \| 9 \| 4 \| 39 \| \| 7 \| Red Bull-Renault \| 9 \| Ki \| 9 \| 18 \| 12 \| 9 \| Ki \| 3 \| 9 \| Ki \| 13 \| 11 \| 17 \| 11 \| 16 \| 7 \| Ki \| 10 \| Ki \| 29 \| \| 7 \| Red Bull-Renault \| 10 \| Ki \| 7 \| 7 \| 5 \| 7 \| 4 \| 12 \| 6 \| 10 \| Ki \| 9 \| 12 \| 8 \| 8 \| Ki \| 8 \| 14 \| 9 \| 29 \| \| 8 \| Williams-Toyota \| 7 \| 3 \| 14 \| 8 \| Ki \| 8 \| Ki \| 10 \| 16 \| 9 \| 10 \| 14 \| 8 \| 12 \| 14 \| 2 \| 11 \| 15 \| 12 \| 26 \| \| 8 \| Williams-Toyota \| 8 \| 6 \| 17 \| 14 \| 7 \| Ki \| 7 \| Ki \| 15 \| 8 \| 15 \| 13 \| 15 \| 14 \| 12 \| 8 \| 15 \| 12 \| 17 \| 26 \| \| 9 \| Honda \| 16 \| Ki \| 10 \| Ki \| 6 \| 11 \| 11 \| 11 \| Ki \| Ki \| 17 \| 12 \| 13 \| 15 \| 15 \| 9 \| 14 \| 16 \| 13 \| 14 \| \| 9 \| Honda \| 17 \| KIZ \| 13 \| 11 \| Ki \| 14 \| 6 \| 7 \| 14 \| 3 \| Ki \| 16 \| 16 \| Ki \| 17 \| Ki \| 13 \| 11 \| 15 \| 14 \| \| 10 \| Force India-Ferrari \| 20 \| Ki \| Ki \| 19 \| Ki \| 16 \| Ki \| Ki \| 19 \| Ki \| 19 \| Ki \| Ki \| 13 \| 19 \| Ki \| Ki \| Ki \| 16 \| 0 \| \| 10 \| Force India-Ferrari \| 21 \| Ki \| 12 \| 12 \| 10 \| Ki \| Ki \| Ki \| 18 \| Ki \| 14 \| 15 \| 14 \| 17 \| Ki \| 14 \| Ki \| 17 \| 18 \| 0 \| \| 11 \| Super Aguri-Honda \| 18 \| Ki \| 16 \| 17 \| 13 \| Vi \| Vi \| Vi \| Vi \| Vi \| Vi \| Vi \| Vi \| Vi \| Vi \| Vi \| Vi \| Vi \| Vi \| 0 \| \| 11 \| Super Aguri-Honda \| 19 \| Ki \| 15 \| 16 \| Ki \| Vi \| Vi \| Vi \| Vi \| Vi \| Vi \| Vi \| Vi \| Vi \| Vi \| Vi \| Vi \| Vi \| Vi \| 0 \| \| Helyezés \| Konstruktőr \| Rajt- szám \| AUS \| MAL \| BHR \| ESP \| TUR \| MON \| CAN \| FRA \| GBR \| GER \| HUN \| EUR \| BEL \| ITA \| SIN \| JPN \| CHN \| BRA \| Pont \| |                     |            |     |     |     |     |     |     |     |     |     |     |     |     |     |     |     |     |     |     |        |
| Helyezés | Konstruktőr         | Rajt- szám | AUS | MAL | BHR | ESP | TUR | MON | CAN | FRA | GBR | GER | HUN | EUR | BEL | ITA | SIN | JPN | CHN | BRA | Pontok |
| 1 | Ferrari             | 1          | 8*  | 1   | 2   | 1   | 3   | 9   | Ki  | 2   | 4   | 6   | 3   | Ki  | 18* | 9   | 15* | 3   | 3   | 3   | 172    |
| 1 | Ferrari             | 2          | Ki  | Ki  | 1   | 2   | 1   | 3   | 5   | 1   | 13  | 3   | 17* | 1   | 1   | 6   | 13  | 7   | 2   | 1   | 172    |
| 2 | McLaren-Mercedes    | 22         | 1   | 5   | 13  | 3   | 2   | 1   | Ki  | 10  | 1   | 1   | 5   | 2   | 3   | 7   | 3   | 12  | 1   | 5   | 151    |
| 2 | McLaren-Mercedes    | 23         | 5   | 3   | 5   | Ki  | 12  | 8   | 9   | 4   | 5   | 5   | 1   | 4   | 10* | 2   | 10  | Ki  | Ki  | 7   | 151    |
| 3 | BMW Sauber          | 3          | 2   | 6   | 4   | 9   | 5   | 14  | 2   | 13  | 2   | 4   | 10  | 9   | 2   | 5   | 6   | 9   | 5   | 10  | 135    |
| 3 | BMW Sauber          | 4          | Ki  | 2   | 3   | 4   | 4   | 2   | 1   | 5   | Ki  | 7   | 8   | 3   | 6   | 3   | 11  | 2   | 6   | 11  | 135    |
| 4 | Renault             | 5          | 4   | 8   | 10  | Ki  | 6   | 10  | Ki  | 8   | 6   | 11  | 4   | Ki  | 4   | 4   | 1   | 1   | 4   | 2   | 80     |
| 4 | Renault             | 6          | Ki  | 11  | Ki  | Ki  | 15  | Ki  | Ki  | 7   | Ki  | 2   | 6   | 11  | Ki  | 10  | Ki  | 4   | 8   | Ki  | 80     |
| 5 | Toyota              | 11         | Ki  | 4   | 6   | 8   | 10  | 13  | 6   | 3   | 7   | 9   | 7   | 5   | 16  | 13  | Ki  | 5   | Ki  | 8   | 56     |
| 5 | Toyota              | 12         | Ki  | Ki  | 9   | 11  | 13  | 12  | 4   | 13  | 12  | Ki  | 2   | 7   | 9   | 11  | 4   | Ki  | 7   | 6   | 56     |
| 6 | Toro Rosso-Ferrari  | 14         | 7*  | Ki  | 15  | Ki  | Ki  | Ki  | 13  | 17  | 11  | 12  | 18  | 10  | 7   | 18  | 12  | 10  | 13  | 14  | 39     |
| 6 | Toro Rosso-Ferrari  | 15         | Ki  | Ki  | Ki  | Ki  | 17  | 5   | 8   | 12  | Ki  | 8   | Ki  | 6   | 5   | 1   | 5   | 6   | 9   | 4   | 39     |
| 7 | Red Bull-Renault    | 9          | Ki  | 9   | 18  | 12  | 9   | Ki  | 3   | 9   | Ki  | 13  | 11  | 17  | 11  | 16  | 7   | Ki  | 10  | Ki  | 29     |
| 7 | Red Bull-Renault    | 10         | Ki  | 7   | 7   | 5   | 7   | 4   | 12  | 6   | 10  | Ki  | 9   | 12  | 8   | 8   | Ki  | 8   | 14  | 9   | 29     |
| 8 | Williams-Toyota     | 7          | 3   | 14  | 8   | Ki  | 8   | Ki  | 10  | 16  | 9   | 10  | 14  | 8   | 12  | 14  | 2   | 11  | 15  | 12  | 26     |
| 8 | Williams-Toyota     | 8          | 6   | 17  | 14  | 7   | Ki  | 7   | Ki  | 15  | 8   | 15  | 13  | 15  | 14  | 12  | 8   | 15  | 12  | 17  | 26     |
| 9 | Honda               | 16         | Ki  | 10  | Ki  | 6   | 11  | 11  | 11  | Ki  | Ki  | 17  | 12  | 13  | 15  | 15  | 9   | 14  | 16  | 13  | 14     |
| 9 | Honda               | 17         | KIZ | 13  | 11  | Ki  | 14  | 6   | 7   | 14  | 3   | Ki  | 16  | 16  | Ki  | 17  | Ki  | 13  | 11  | 15  | 14     |
| 10 | Force India-Ferrari | 20         | Ki  | Ki  | 19  | Ki  | 16  | Ki  | Ki  | 19  | Ki  | 19  | Ki  | Ki  | 13  | 19  | Ki  | Ki  | Ki  | 16  | 0      |
| 10 | Force India-Ferrari | 21         | Ki  | 12  | 12  | 10  | Ki  | Ki  | Ki  | 18  | Ki  | 14  | 15  | 14  | 17  | Ki  | 14  | Ki  | 17  | 18  | 0      |
| 11 | Super Aguri-Honda   | 18         | Ki  | 16  | 17  | 13  | Vi  | Vi  | Vi  | Vi  | Vi  | Vi  | Vi  | Vi  | Vi  | Vi  | Vi  | Vi  | Vi  | Vi  | 0      |
| 11 | Super Aguri-Honda   | 19         | Ki  | 15  | 16  | Ki  | Vi  | Vi  | Vi  | Vi  | Vi  | Vi  | Vi  | Vi  | Vi  | Vi  | Vi  | Vi  | Vi  | Vi  | 0      |
| Helyezés | Konstruktőr         | Rajt- szám | AUS | MAL | BHR | ESP | TUR | MON | CAN | FRA | GBR | GER | HUN | EUR | BEL | ITA | SIN | JPN | CHN | BRA | Pont   |

* = a versenyző nem ért célba, de teljesítette a futamban szereplő körök legalább 90%-át, így helyezését értékelik, és pontot kaphat
| Helyezés | +/- | Csapat      | Modell     | Motor    | Gumi | Start | Győzelem | Dobogós hely | Pole pozíció | Leggyorsabb kör | Pont |
| -------- | --- | ----------- | ---------- | -------- | ---- | ----- | -------- | ------------ | ------------ | --------------- | ---- |
| 1        | 0   | Ferrari     | F2008      | Ferrari  | B    | 18    | 8        | 19           | 8            | 13              | 172  |
| 2        | +9  | McLaren     | MP4-23     | Mercedes | B    | 18    | 6        | 13           | 8            | 3               | 151  |
| 3        | -1  | BMW Sauber  | F1.08      | BMW      | B    | 18    | 1        | 11           | 1            | 2               | 135  |
| 4        | -1  | Renault     | R28        | Renault  | B    | 18    | 2        | 4            | 0            | 0               | 80   |
| 5        | +1  | Toyota      | TF108      | Toyota   | B    | 18    | 0        | 2            | 0            | 0               | 56   |
| 6        | +1  | Toro Rosso  | STR2, STR3 | Ferrari  | B    | 18    | 1        | 1            | 1            | 0               | 39   |
| 7        | -2  | Red Bull    | RB4        | Renault  | B    | 18    | 0        | 1            | 0            | 0               | 29   |
| 8        | -4  | Williams    | FW30       | Toyota   | B    | 18    | 0        | 2            | 0            | 0               | 26   |
| 9        | -1  | Honda       | RA108      | Honda    | B    | 18    | 0        | 1            | 0            | 0               | 14   |
| 10       | 0*  | Force India | F8-VII     | Ferrari  | B    | 18    | 0        | 0            | 0            | 0               | 0    |
| 11       | -2  | Super Aguri | SA08       | Honda    | B    | 4     | 0        | 0            | 0            | 0               | 0    |

- +/- A csapat helyezése 2007-hez képest

* A csapat helyezése az előző évi jogelődjéhez képest (Spyker Ferrari→Force India)

### Időmérő edzések
Színmagyarázat:
| Helyezés | Pole pozíció | A Q3-ba jutott | Kiesett a Q2-ben | Kiesett a Q1-ben | Nem kvalifikált | Nem vett részt |
| -------- | ------------ | -------------- | ---------------- | ---------------- | --------------- | -------------- |
| Színkód  | 1.           | 2–10.          | 11–15.           | 16–20.           | nk              | ni             |

 A 11 csapatos időmérő-rendszer pontozása:
| Helyezés | Pole pozíció | A Q3-ba jutott | Kiesett a Q2-ben | Kiesett a Q1-ben | Nem kvalifikált | Nem vett részt |
| -------- | ------------ | -------------- | ---------------- | ---------------- | --------------- | -------------- |
| Színkód  | 1.           | 2–10.          | 11-16.           | 17–22.           | nk              | ni             |

| Helyezés | Versenyző            | Rajt- szám | AUS | MAL | BHR | ESP | TUR | MON | CAN | FRA | GBR | GER | HUN | EUR | BEL | ITA | SIN | JPN | CHN | BRA |
| 1        | Lewis Hamilton       | 22         | 1   | 4†  | 3   | 5   | 3   | 3   | 1   | 3†  | 4   | 1   | 1   | 2   | 1   | 15  | 2   | 1   | 1   | 4   |
| 2        | Felipe Massa         | 2          | 4   | 1   | 2   | 3   | 1   | 1   | 6   | 2   | 9   | 2   | 3   | 1   | 2   | 6   | 1   | 5   | 3   | 1   |
| 3        | Kimi Räikkönen       | 1          | 16  | 2   | 4   | 1   | 4   | 2   | 3   | 1   | 3   | 6   | 6   | 4   | 4   | 14  | 3   | 2   | 2   | 3   |
| 4        | Robert Kubica        | 4          | 2   | 6   | 1   | 4   | 5   | 5   | 2   | 7   | 10  | 7   | 4   | 3   | 9   | 11  | 4   | 6   | 12  | 13  |
| 5        | Fernando Alonso      | 5          | 12  | 9   | 10  | 2   | 7   | 7   | 4   | 4   | 6   | 5   | 7   | 12  | 6   | 8   | 15  | 4   | 4   | 6   |
| 6        | Nick Heidfeld        | 3          | 5   | 7   | 6   | 9   | 9   | 13  | 8   | 12  | 5   | 12  | 16  | 8   | 5   | 10  | 6†  | 16  | 7†  | 8   |
| 7        | Heikki Kovalainen    | 23         | 3   | 3†  | 5   | 6   | 2   | 4   | 7   | 6†  | 1   | 3   | 2   | 5   | 3   | 2   | 5   | 3   | 5   | 5   |
| 8        | Sebastian Vettel     | 15         | 10  | 15  | 19  | 18  | 14  | 18† | nk  | 13  | 8   | 9   | 11  | 6   | 10  | 1   | 7   | 9   | 8   | 7   |
| 9        | Jarno Trulli         | 11         | 6   | 5   | 7   | 8   | 8   | 8   | 14  | 5   | 14  | 4   | 9   | 7   | 11  | 7   | 11  | 7   | 9   | 2   |
| 10       | Timo Glock           | 12         | 9†  | 10  | 13  | 14  | 15  | 11  | 11  | 10  | 12  | 11  | 5   | 13  | 13  | 9   | 8   | 8   | 13  | 10  |
| 11       | Mark Webber          | 10         | 15  | 8   | 11  | 7   | 6   | 9   | 10  | 8   | 2   | 8   | 8   | 14  | 7   | 3   | 13  | 13  | 6†  | 12  |
| 12       | Nelson Piquet Jr.    | 6          | 21  | 13  | 14  | 10  | 17  | 17  | 15  | 11  | 7   | 17  | 10  | 15  | 12  | 17  | 16  | 12  | 11  | 11  |
| 13       | Nico Rosberg         | 7          | 7   | 16  | 8   | 15  | 11  | 6   | 5   | 15† | 18  | 13  | 15  | 9   | 15  | 5   | 9   | 15  | 15  | 18  |
| 14       | Rubens Barrichello   | 17         | 11  | 14  | 12  | 11  | 12  | 15  | 9   | 17† | 16  | 18  | 18  | 19  | 16  | 16  | 18  | 17  | 14  | 15  |
| 15       | Nakadzsima Kazuki    | 8          | 14  | 18† | 16  | 12  | 16  | 14  | 12  | 16  | 15  | 16  | 17  | 11  | 19  | 18  | 10  | 14  | 17  | 16  |
| 16       | David Coulthard      | 9          | 8   | 12  | 17  | 17  | 10  | 10† | 13  | 9   | 11  | 10  | 13  | 17  | 14  | 13  | 14  | 11  | 16  | 14  |
| 17       | Sébastien Bourdais   | 14         | 18  | 19  | 15  | 16  | 18  | 16  | 18† | 14  | 13  | 15  | 14† | 10  | 9   | 4   | 17  | 10  | 10  | 9   |
| 18       | Jenson Button        | 16         | 13  | 11  | 9   | 13  | 13  | 12  | 19  | 18  | 17  | 14  | 12  | 16  | 17  | 19  | 12  | 18  | 18  | 17  |
| 19       | Giancarlo Fisichella | 21         | 17  | 17  | 18  | 19  | 19† | 20† | 17  | 19  | 20  | 20  | 19  | 18  | 20  | 12  | 20  | 20  | 20  | 19  |
| 20       | Adrian Sutil         | 20         | 19  | 21  | 20  | 20  | 20  | 19  | 16  | 20  | 19  | 19  | 20  | 20  | 18  | 20  | 19  | 19  | 19  | 20  |
| 21       | Szató Takuma         | 18         | 20  | 20  | 22  | 22  | Vi  | Vi  | Vi  | Vi  | Vi  | Vi  | Vi  | Vi  | Vi  | Vi  | Vi  | Vi  | Vi  | Vi  |
| 22       | Anthony Davidson     | 19         | 22  | 22  | 21  | 21  | Vi  | Vi  | Vi  | Vi  | Vi  | Vi  | Vi  | Vi  | Vi  | Vi  | Vi  | Vi  | Vi  | Vi  |
| Helyezés | Versenyző            | Rajt- szám | AUS | MAL | BHR | ESP | TUR | MON | CAN | FRA | GBR | GER | HUN | EUR | BEL | ITA | SIN | JPN | CHN | BRA |

Megjegyzés:
A helyezések a világbajnokság pontversenyében elfoglalt pozíciót jelentik. A táblázatban az időmérő edzésen elért eredmények, és nem a végleges rajtpozíciók szerepelnek.
- † — A rajtpozíció változott az időmérő edzésen elért helyezéshez képest (nem számítva az egyik versenyző hátrasorolásából következő előrelépést). A részletekért lásd a futamok szócikkeit.

## Közvetítések
A 2008-as szezonban az RTL Klub csatorna közvetítette élőben az időmérő edzéseket és a futamokat, az ismétlések a Sportklubon voltak láthatók. A magyar nagydíj kivételével valamennyi futamot a budapesti stúdióból kommentálták. A kommentátorok Palik László és Czollner Gyula voltak, Palikot szükség esetén Wéber Gábor helyettesítette szakkommentátorként. A helyszíni riporter futamonként egymást váltva Szujó Zoltán és Faragó András volt. A stúdióműsorokat Gyulai Balázs és Héder Barna vezették, állandó vendégeik Wéber Gábor és Szabó Róbert voltak.